# Blattform
|  | Dieser Artikel wurde aufgrund von formalen oder inhaltlichen Mängeln in der Qualitätssicherung Biologie zur Verbesserung eingetragen. Dies geschieht, um die Qualität der Biologie-Artikel auf ein akzeptables Niveau zu bringen. Bitte hilf mit, diesen Artikel zu verbessern! Artikel, die nicht signifikant verbessert werden, können gegebenenfalls gelöscht werden. Lies dazu auch die näheren Informationen in den Mindestanforderungen an Biologie-Artikel. |

Die Blattform eines Blattes, insbesondere der Blattspreite, kann sehr vielgestaltig sein und ist für das Erkennen der Arten wichtig. In diesem Artikel werden die vielfältigen Begriffe, die zur Beschreibung der Blattmerkmale und anderer flächiger Strukturen verwendet werden, erläutert.
Für eine grundlegende Beschreibung des Blattes siehe Blatt (Pflanze).

## Erläuterungen
In Klammern stehen die eingedeutschten Begriffe aus der lateinischen Fachsprache, die in leicht abgewandelter Form vor allem in englischer und anderer fremdsprachlicher Fachliteratur, gelegentlich aber auch in deutschsprachigen Veröffentlichungen verwendet werden. Die Begriffe sind nicht völlig standardisiert und unterliegen zeitlichem Wandel. Ihre Umschreibung weicht von Werk zu Werk leicht ab.

## Gliederung nach Stiel und Ansatz an der Sprossachse

### Unterscheidung nach Stiel
- Gestielt (petiolate): Meist besitzt ein Blatt einen Blattstiel (Petiolus), es heißt dann gestielt (petiolat).
- Sitzend (sessile): Besitzt es keinen Stiel, so heißt das Blatt sitzend (sessil).

### Unterscheidung nach Ansatz an der Sprossachse bei sitzenden Blättern

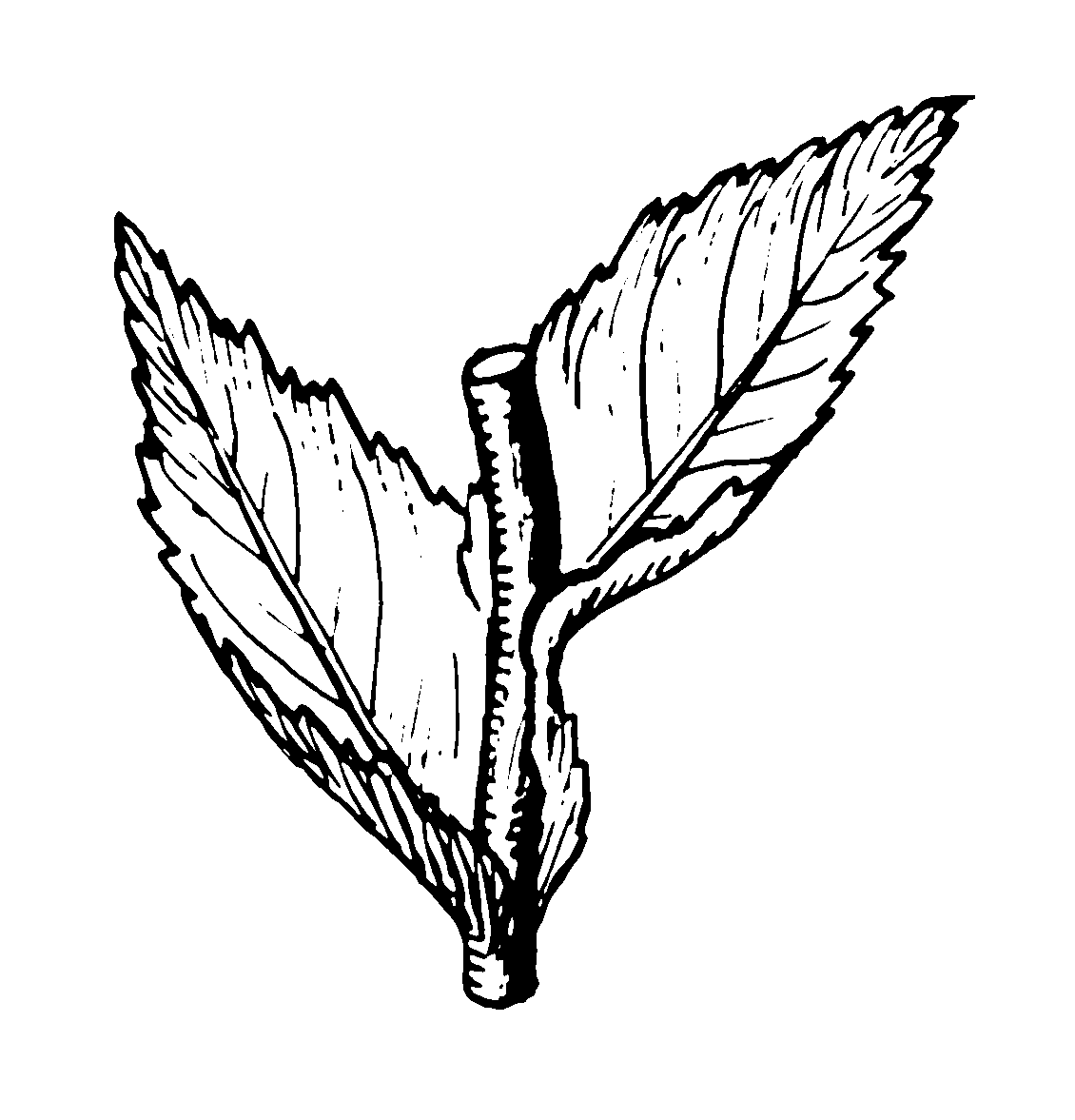
Stängelumfassender Ansatz

Bei den sitzenden Blättern gibt es wieder verschiedene Sonderfälle:
- Stängelumfassend (amplexicaul, clasping): Die Basis der Spreite greift um (fast) den ganzen Stängel, z. B. Kohl-Gänsedistel (Sonchus oleraceus).
- Halbstängelumfassend (semiamplexicaul): Die Basis der Spreite greift etwa um den halben Stängel, z. B. Schlafmohn (Papaver somniferum).
- Durchwachsen (perfoliate): Das Blatt umgibt den durchstoßenden Stängel geschlossen, z. B. das Rundblättrige Hasenohr (Bupleurum rotundifolium).
- Verwachsen, scheidig-verwachsen (connate-perfoliate): Zwei gegenständige oder mehrere quirlständige Blätter sind am Grund verbunden, z. B. beim Gartengeißblatt (Lonicera caprifolium).
- Herablaufend (decurrent, winged): Die Spreite setzt sich am Stängel abwärts flügelartig fort, z. B. bei der Kleinblütigen Königskerze (Verbascum thapsus) oder bei der Neuseeländischen Warzeneibe (Dacrycarpus dacrydioides) und bei Viola primulifolia.
- Reitend, umfassend (equitant): Die Blätter sind ungestielt, mit, zur Sprossachse, rinnen-, röhrenförmig umgebogenem Grund. Das erste umfasst die Sprossachse, die nachfolgenden Blätter umfassen dann jeweils das vorhergehende. Z. B. „Schwertblatt“ der Iris.

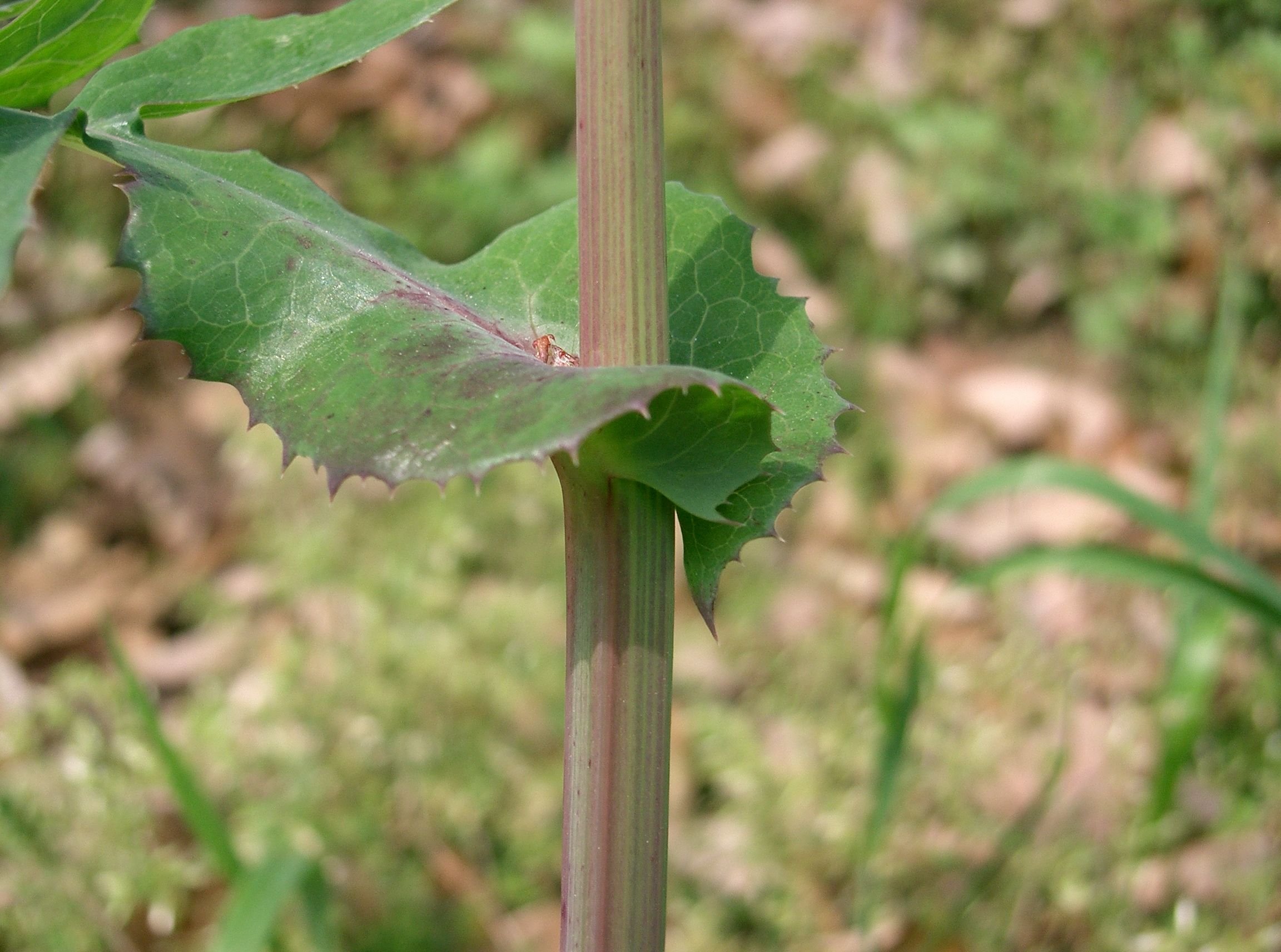
Stängelumfassender Blattgrund der Kohl-Gänsedistel (Sonchus oleraceus)
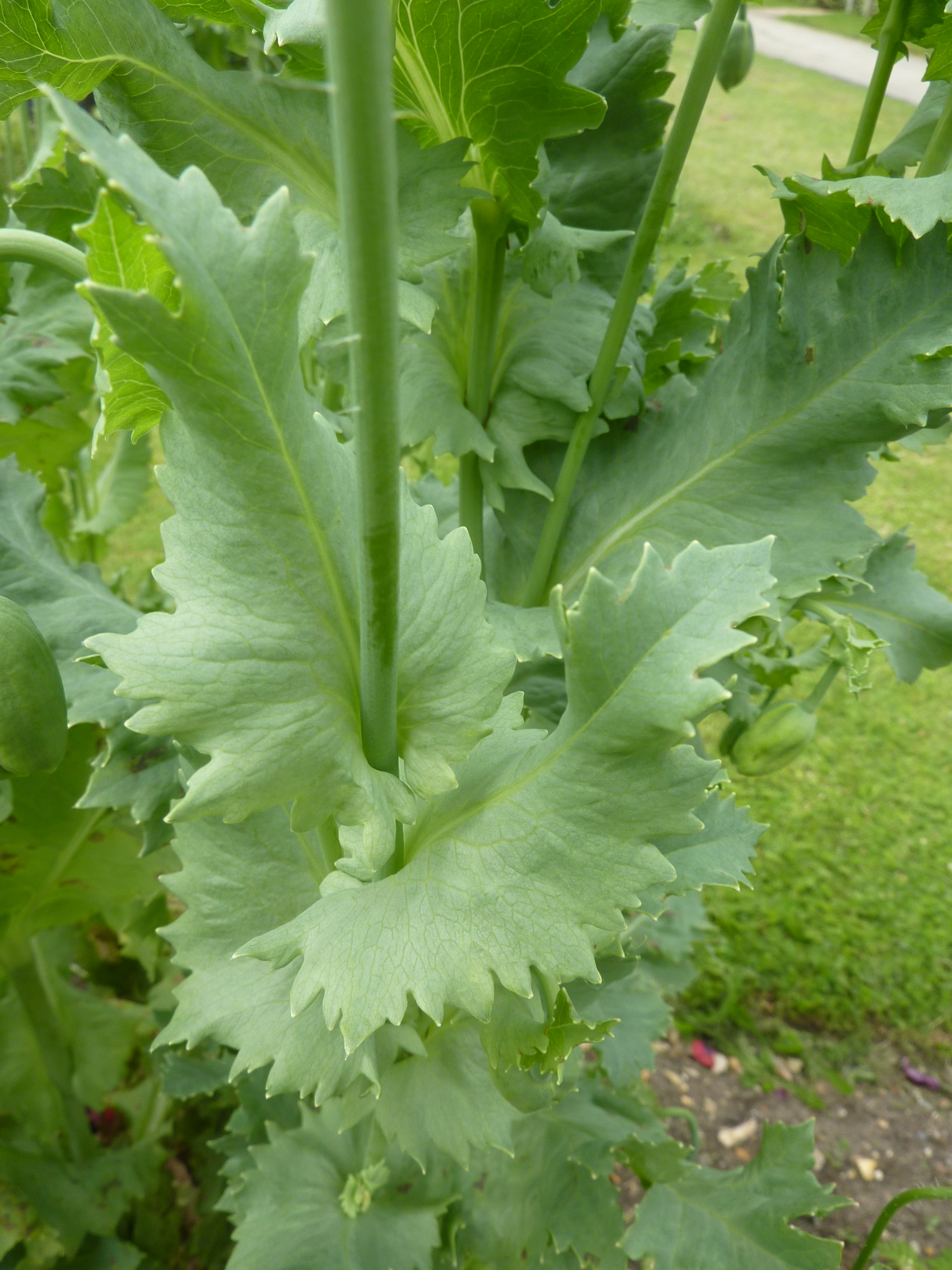
Halbstängelumfassender Blattgrund beim Schlafmohn (Papaver somniferum)
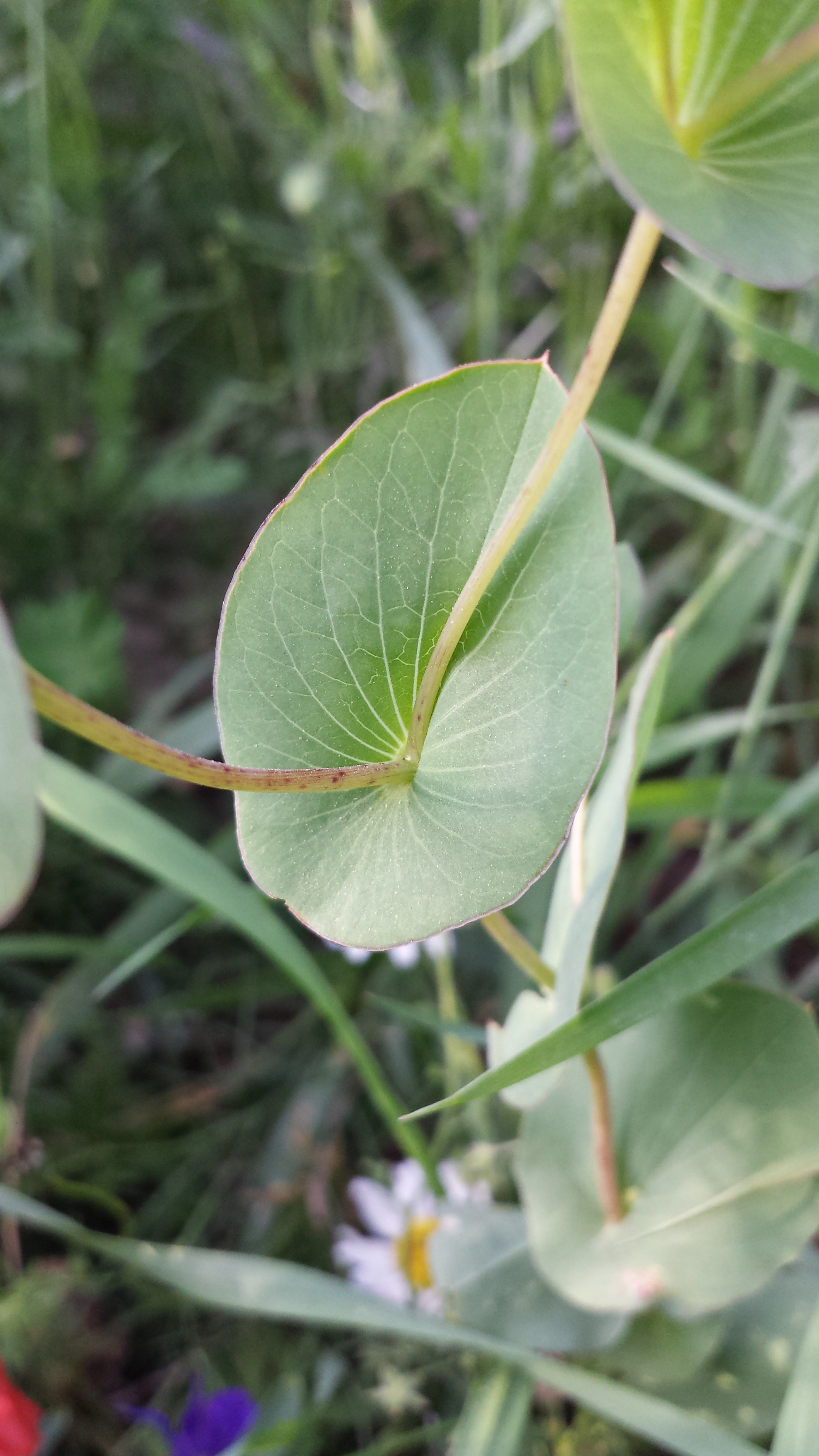
Durchwachsener Blattgrund beim Rundblättrigen Hasenohr (Bupleurum rotundifolium)
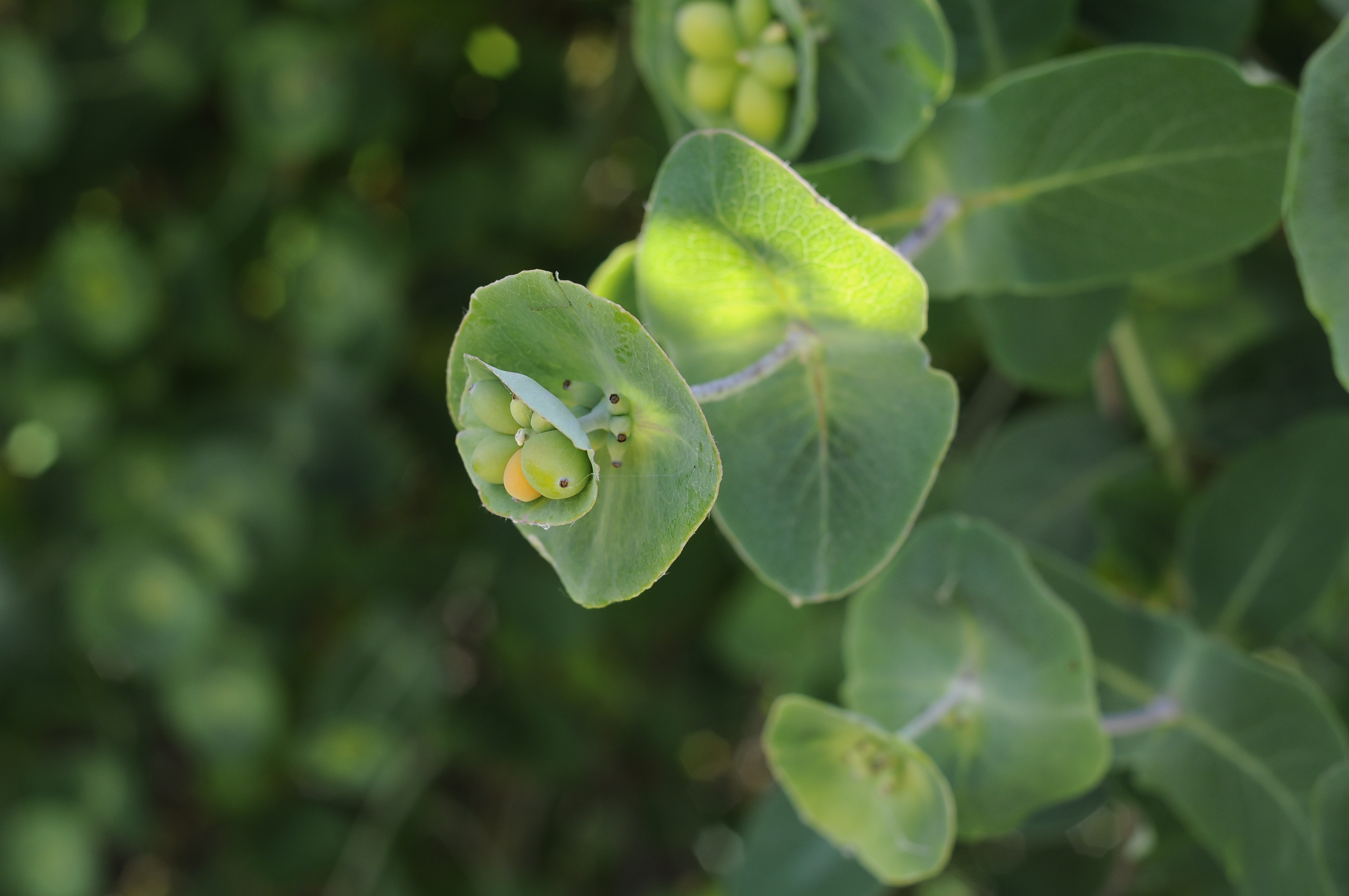
Verwachsene Blätter des Gartengeißblatts (Lonicera caprifolium)
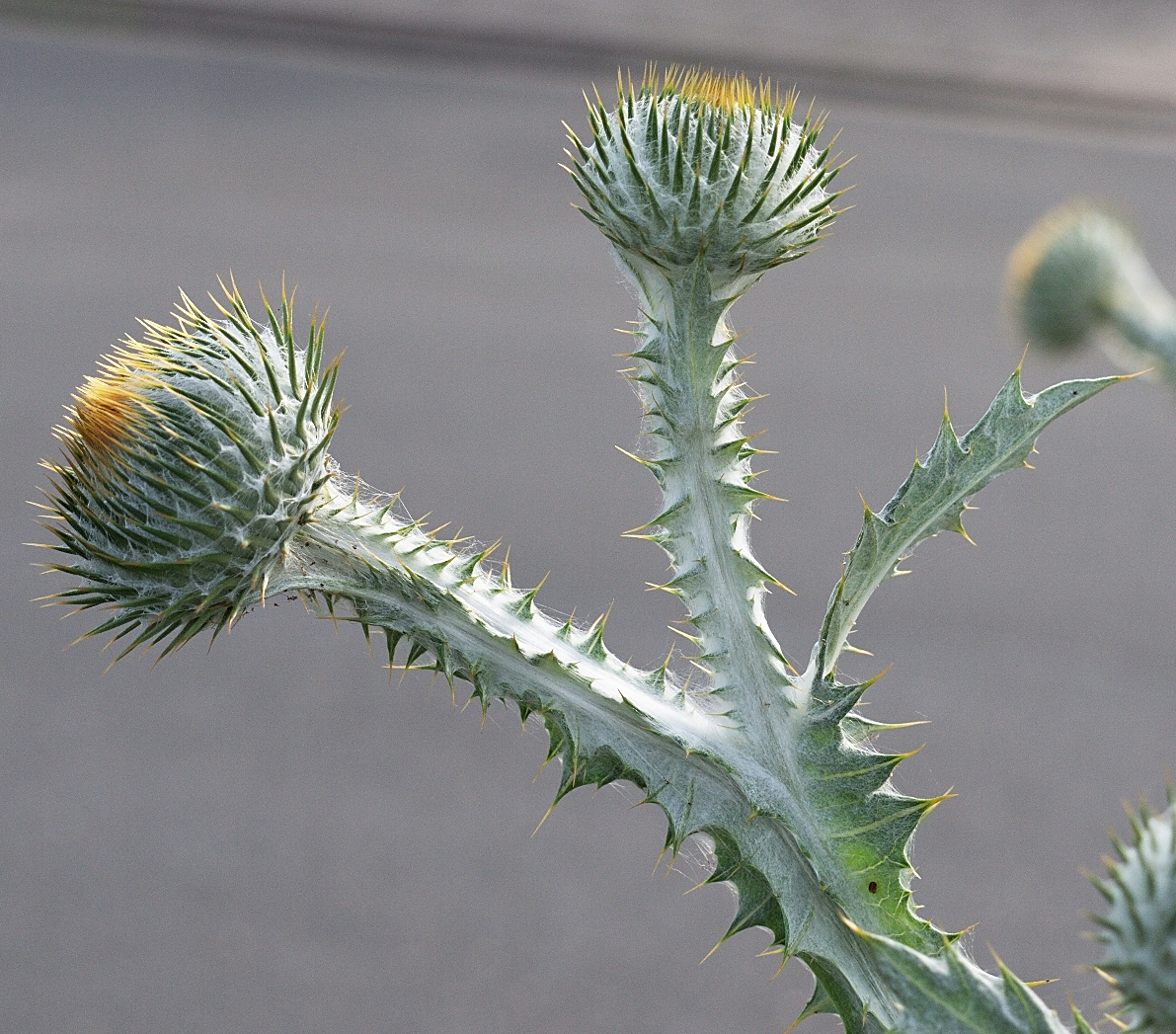
Herablaufender Blattgrund bei der Eselsdistel (Onopordum acanthium)

Es kann auch der innere Winkel an der Blattachsel zur Stängelachse unterschieden werden; spitz < 45°, moderat 45°, rechtwinklig 90°.

### Pflanzen mit Blattscheiden / Blatthäutchen
Einige Pflanzen, vor allem Süß- und Sauergräser, besitzen offene oder geschlossene Blattscheiden (sheathing; open, closed sheath), die den Stängel ein Stück weit umhüllen. Am Übergang zwischen Scheide und Blattspreite kann sich ein Blatthäutchen (Ligula) befinden. Auch gibt es welche, die eine Ochrea (Tute) bilden.

## Gliederung nach der Spreitenzusammensetzung und Tiefe der Einschnitte
Das Oberblatt besteht aus Stiel (Petiolus) und Spreite (Lamina).

### Unterteilung in einfaches und zusammengesetztes Blatt
Je nach Spreite kann weiters unterschieden werden:
- Einfaches Blatt (unifoliate): Die Spreite kann unzerteilt sein oder Einschnitte verschiedener Tiefe aufweisen, besteht aus einer wenigstens entlang der Blattspindel (Rhachis) zusammenhängenden Fläche. Die Teile heißen dann Abschnitte.
- Zusammengesetztes Blatt (compound): Die Spreite ist in mehrere, vollständig voneinander getrennte und gestielte Abschnitte zerteilt. Diese Teile werden – unabhängig von ihrer Größe – Blättchen oder Fiedern genannt (foliolate). Die Blättchen setzen an der Blattspindel (Rhachis) an, die der Mittelrippe des einfachen Blattes entspricht. Es kann aber auch durch Reduktion der Blattspreite nur noch ein Blättchen erscheinen (unifoliolate), welches wie ein einfaches Blatt erscheint. Hier ist das Blättchen durch ein Gelenk (Pulvinus), welches der reduzierten Blattspreite entspricht, vom Blattstiel getrennt, wie z. B. bei Ceratopetalum-Arten.[1] Bei Citrus-Arten kann der Blattstiel auch geflügelt oder mit Phyllodien sein, oder die Reduktion der ersten Blättchen ist nicht vollständig und sie erscheinen abnormal.

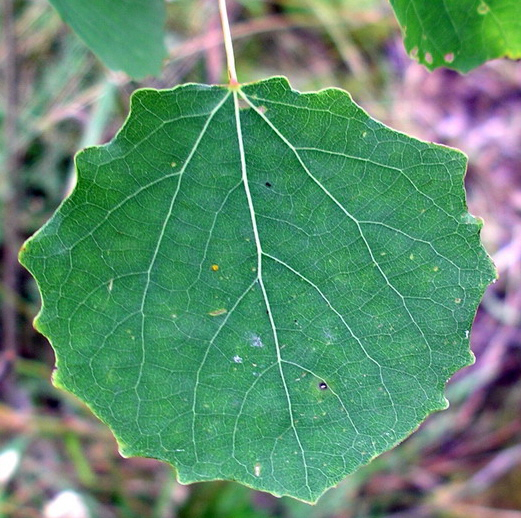
Einfaches, unzerteiltes Blatt der Zitterpappel
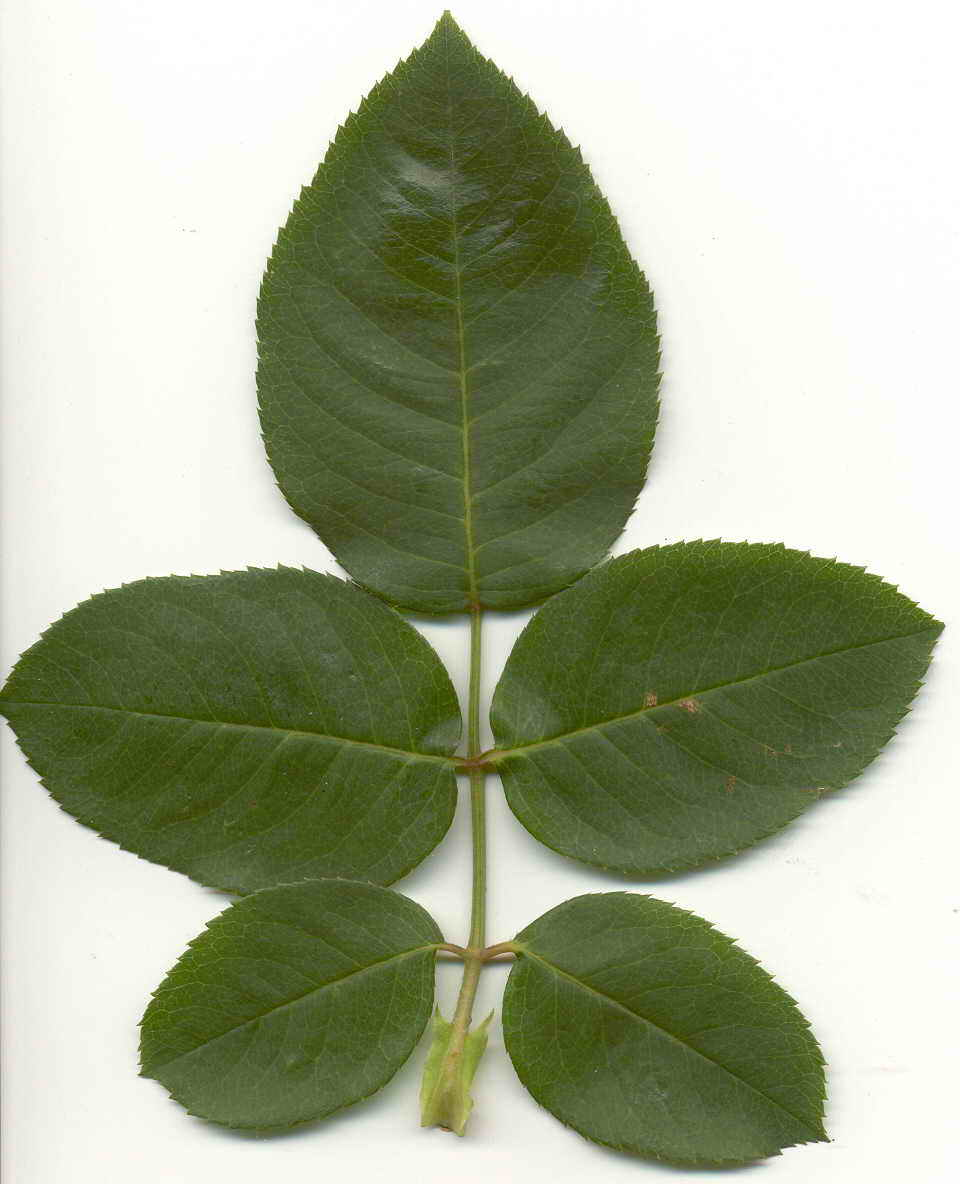
Zusammengesetztes Blatt der Rose
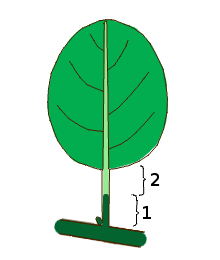
Unifoliolates, reduziertes zusammengesetztes Blatt, nur noch ein „Blättchen“
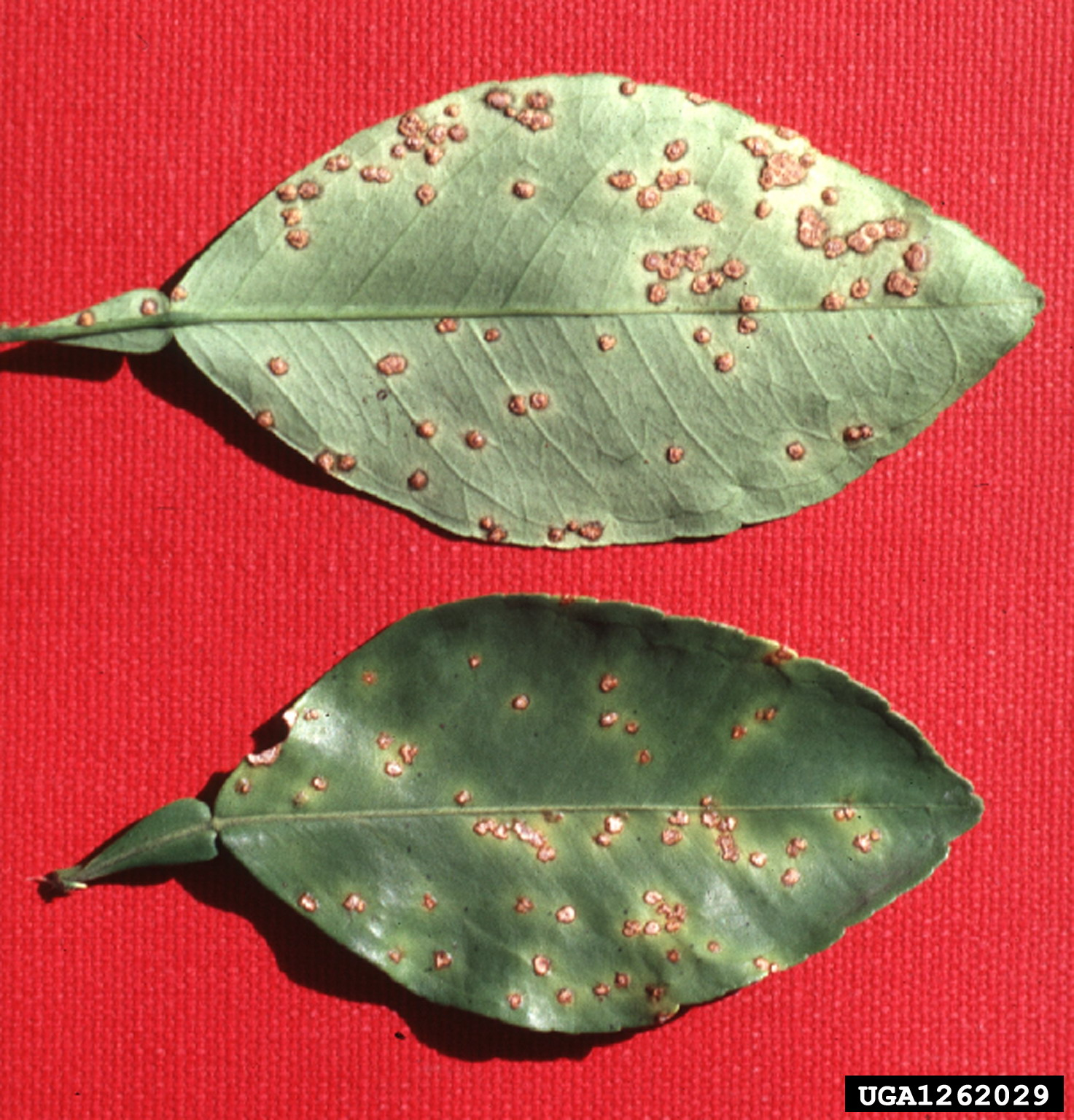
Unifoliolates Citrus-Blättchen mit geflügeltem Blattstiel
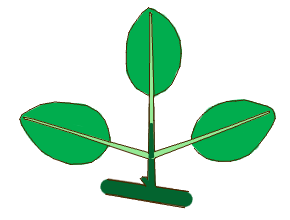
Dreizählig gefiedert, eine kurze Rhachis ist vorhanden

### Tiefe der Einschnitte
- Unzerteilt, Vollblatt (ganz, entire, undivided): Die Spreite besitzt keine tieferen Einschnitte. Nur am Rand kann eine Sägung oder Zähnung bestehen.
- Gelappt (-lappig, -lobate): die Einschnitte sind 20 bis 40 % der Spreitenhälfte tief.
- Gespalten (-spaltig, -fid): die Einschnitte sind 40 bis 60 % der Spreitenhälfte tief.
- Geteilt (-teilig, -partite): die Einschnitte sind 60 bis 80 % der Spreitenhälfte tief.[2]
- Geschnitten, zerschnitten (-schnittig, -sect): die Einschnitte sind 80 bis 100 % der Spreitenhälfte tief. Auch bei vollständiger Teilung sitzen die Abschnitte der Blattspindel breit an.[2]
- Vollständige Trennung (zusammengesetztes Blatt, compound): die Blättchen sitzen mit verschmälertem Grund oder Stiel der Blattspindel an.[2]

In den neuen Auflagen der Exkursionsfloren wird die Einschnitttiefe in weniger Abstufungen eingeteilt. In der Exkursionsflora von Österreich werden unter Verzicht auf „geteilt“ die Begriffe „gelappt“ (25 bis 33 %), „gespalten“ (33 bis 66 %) und „geschnitten“ (66 bis 100 %) verwendet, in Rothmaler (2011) bleibt die Bedeutung von „gespalten“ und „geteilt“ gleich, die Begriffsdefinition von „gelappt“ wird auf 20 bis 50 %, von „geschnitten“ auf 50 bis 100 % Einschnitttiefe erweitert.
In den englischsprachigen Gebieten wird etwas anders unterteilt:
- lobed: 1/8 bis 1/4; 12,5 %–25 %
- cleft, fid: 1/4 bis 1/2; 25 %–50 %
- parted, partite: 1/2 bis 3/4; 50 %–75 %
- divided, sect: 3/4 bis 1; 75 %–100 %

## Gliederung nach Form und Anordnung der Abschnitte bzw. Blättchen

### Handförmig
Handförmig = palmat: Einschnitte auf einen Punkt, den Blattgrund am Ende des Blattstiels, strahlig gerichtet.
- Einfaches Blatt (simple, unifoliate); finger- (palmati-) mit wie oben definierten Einschnitttiefen:
  - handförmig gelappt (palmatilobate, palmately lobed)
  - handförmig gespalten (palmatifid, palmately cleft)
  - handförmig geteilt (palmatipartite, palmately parted)
  - handförmig geschnitten, zerschnitten (palmatisect, palmately divided); Einschnitte bis zum Grund; bei Palmen mit oder ohne Hastula.
    - costapalmat: handförmig zerschnittene (Palmen)blätter, mit oben (unterseits in die Blattspreite), mehr oder weniger langer „Costa“ oder „Mittelrippe“ (verlängerter Blattstiel).[6]
- Handförmig zusammengesetztes Blatt: gefingert (multifoliolate) (digitate, palmate) (palmately compound)
  - doppelt, dreifach gefingert (bi-, tripalmate):

### Fiederförmig
Fiederförmig, fiederig (pinnately, lobed): zweizeilig längs der Blattspindel angeordnet.
- Einfaches Blatt (simple, unifoliate) (fieder-, pinnati-), mit wie oben definierten Einschnitttiefen: Mit durch Einschnitte getrennten Abschnitten.
  - fiederlappig (pinnatilobate, pinnately lobed)
  - fiederspaltig (pinnatifid, pinnately cleft)
  - fiederteilig (pinnatipartit, pinnately parted)
  - fiederschnittig (pinnatisect, pinnately divided)
    - Die Abschnitte können jeweils ganz oder ebenso gefiedert sein; also doppelt, dreifach fiederförmig.
- Leierförmig (lyrate): fiederförmig mit vergrößertem Endabschnitt z. B. Barbarakraut (Barbarea vulgaris).
- Schrotsägeförmig (runcinate): fiederförmig mit dreieckigen, spitzen, zum Blattgrund gerichteten Abschnitten z. B. Kuhblume (Taraxacum).
- Kammförmig (pectinate): regelmäßig fiederförmig mit dicht stehenden, gleich langen, sehr schmalen Abschnitten.
- Eingeschnitten (incised, dissected): Mit tiefen, scharfen, unregelmäßigen Zacken. Blätter, die tief oder mehrfach in viele Abschnitte geschnitten werden.
- Zerschlitzt, zerrissen (laciniate, lacerate): unregelmäßig fiederförmig mit unregelmäßigen und schmalen Abschnitten.

### Gefiedert
Gefiedert (pinnate, unipinnate, pinnately compound), zusammengesetztes Blatt (compound); mit völlig voneinander getrennten Blättchen (Fiedern, leaflets). Bei gefiederten Blättern zweigen die Blattnerven entlang einer Mittelader (Rhachis, Blattspindel) auf unterschiedlichen Höhen nach rechts und links ab. Und die Blättchen haben keine achsenständigen Knospen.
- paarig gefiedert, oder auch abgebrochen gefiedert (paripinnate, even-, unipinnate): Es gibt kein Endblättchen, sondern eine Endranke oder Spitze. Die Fiedern müssen nicht gegenständig, die Fiederzahl gerade sein.
  - falsch oder pseudo unpaarig gefiedert (pseudo-imparipinnate): Hier steht eines der Blättchen des apikalen Paares pseudoterminal, es ist in die terminale Position verschoben, so erscheinen die Blätter wie unpaarig gefiedert sind aber paarig gefiedert. Weil die Mittelader des pseudo-endständigen Blättchens aber vorher, in subterminaler Position, von der Rhachis abzweigt, ist es nicht wirklich Endständig. Bei einem echt endständigen Blättchen ist die Mittelader die Verlängerung der Rhachis. Wie teilweise bei Lansium, Chisocheton oder Azadirachta und bei Cicer arietinum.
  - pseudo gefiedert (pseudo-pinnate): Hier erscheinen die einzelnen Blätter wie gefiedert, sind es aber nicht, wie bei Banksia brownii oder die einzelnen Blätter sind wie Blättchen angeordnet, sind aber keine, wie bei Glochidion oder Cleistanthus und beim Ylang-Ylang.[7]
  - wechselnd paarig gefiedert (alterni-paripinnate): Die Blättchen sind nicht gegenständig.
  - paarig gefiedert mit Endranke (tendril-pinnate): Am Ende der Rhachis bildet sich eine Ranke (Fiederranke).
- unpaarig gefiedert (un-, imparipinnate, uni-imparipinnate, odd-pinnate) bzw. fiederschnittig/-teilig/-spaltig/-lappig: Es gibt ein Endblättchen bzw. einen Endabschnitt. Die Fiederzahl ist ungerade.
  - wechselnd unpaarig gefiedert (alterni-imparipinnate): Die Blättchen sind nicht gegenständig.
- zweizählig (bifoliolate, geminate, jugate):
  - doppelt zweizählig (bigeminate, bijugate):
  - dreifach zweizählig (tergeminate, trijugate):
- dreizählig (gefingert) (ternate, trifoliolate) (ternately compound): mit drei angeordneten Blättchen, z. B. Weiß-Klee (Trifolium repens); ein Teil der Floren unterscheidet zwischen dreizählig gefingerten Blättern (mit gleich lang gestielten Blättchen) (pinnate-ternate) und dreizählig gefiederten Blättern (mit länger gestieltem oder gegliedertem mittlerem Blättchen) (palmate-ternate).
  - doppelt dreizählig (biternat) (biternately compound): mit drei angeordneten, erneut dreizähligen Blättchen.
  - dreifach dreizählig (triternate):
- vierzählig (quadrifoliolate, tetramerous):
- gefingert: siehe Handförmig
- gescheitelt, in Büscheln, nadelartig (fascicled):
- unterbrochen gefiedert (interrupted pinnate): mit regelmäßig oder unregelmäßig abwechselnden größeren und kleineren Fiedern z. B. Gänse-Fingerkraut (Potentilla anserina).
- Fußförmig (pedate, birdfoot-shaped): Die Blattlappen eines fußnervigen Blattes, mit zweiästigem, sich weiter verzweigendem Hauptnerv, sind fast handförmig angeordnet.[8]
  - fußförmig geteilt, gespalten, gelappt, geschnitten (fußteilig, -spaltig, -lappig, -schnittig, pedately lobed, pedatilobed, -fid, -partite, -sect): Die mehr oder weniger langen Blattlappen gehen von einem verbreiterten Spreitengrund mit zweiästigem Hauptnerv aus. Wobei die äußeren Lappen, nahe dem Grund, an den nach innen folgenden abzweigen. Gilt sinngemäß auch für die Abschnitte unvollständig zerteilter, geschnittener Blätter.
  - fußförmig zusammengesetzt, auch als geschnitten (fußschnittig, pedate compound, pedati-, radiatisect): hier teilt sich der Blattstiel an der Spitze in zwei Äste die verschiedene, vollständig getrennte Blattflächen, Teilblätter tragen, z. B. Schneerose.
- doppelt bzw. mehrfach gefiedert (bipinnate; twice-pinnate, tripinnate; thrice-pinnate oder mutipinnate und decompound): mit ihrerseits wieder gefiederten Fiedern. Die eigenständigen Abschnitte heißen Fiederchen oder Fiedern zweiter, dritter … letzter Ordnung. Gilt sinngemäß auch für unvollständig zerteilte Blätter.
  - zweifach gefiedert (geminate, bipartite pinnate): Calliandra haematocephala

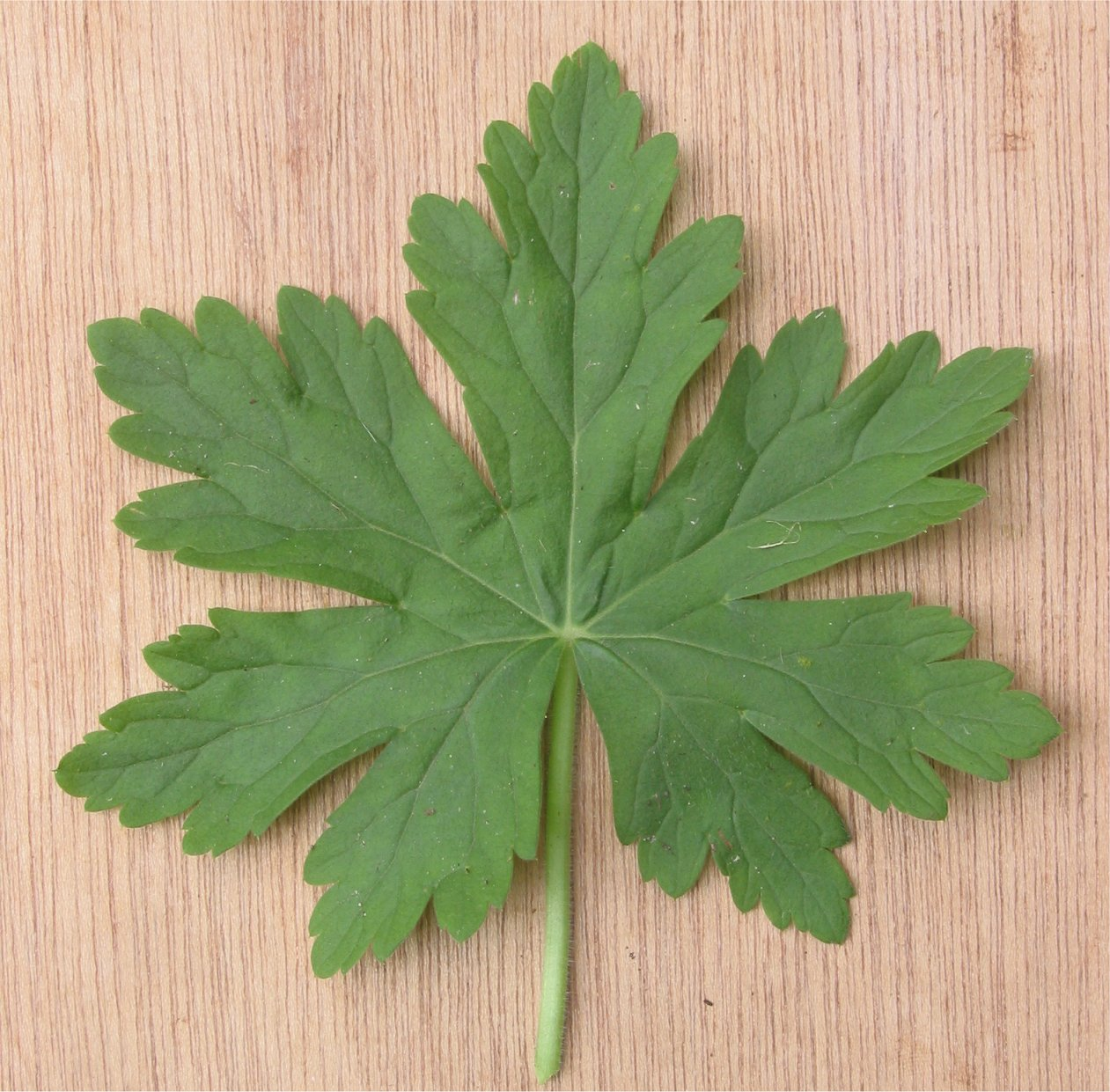
Handförmig geteiltes Blatt von Geranium macrorrhizum mit gelappten bis gesägten, gekerbten Lappen
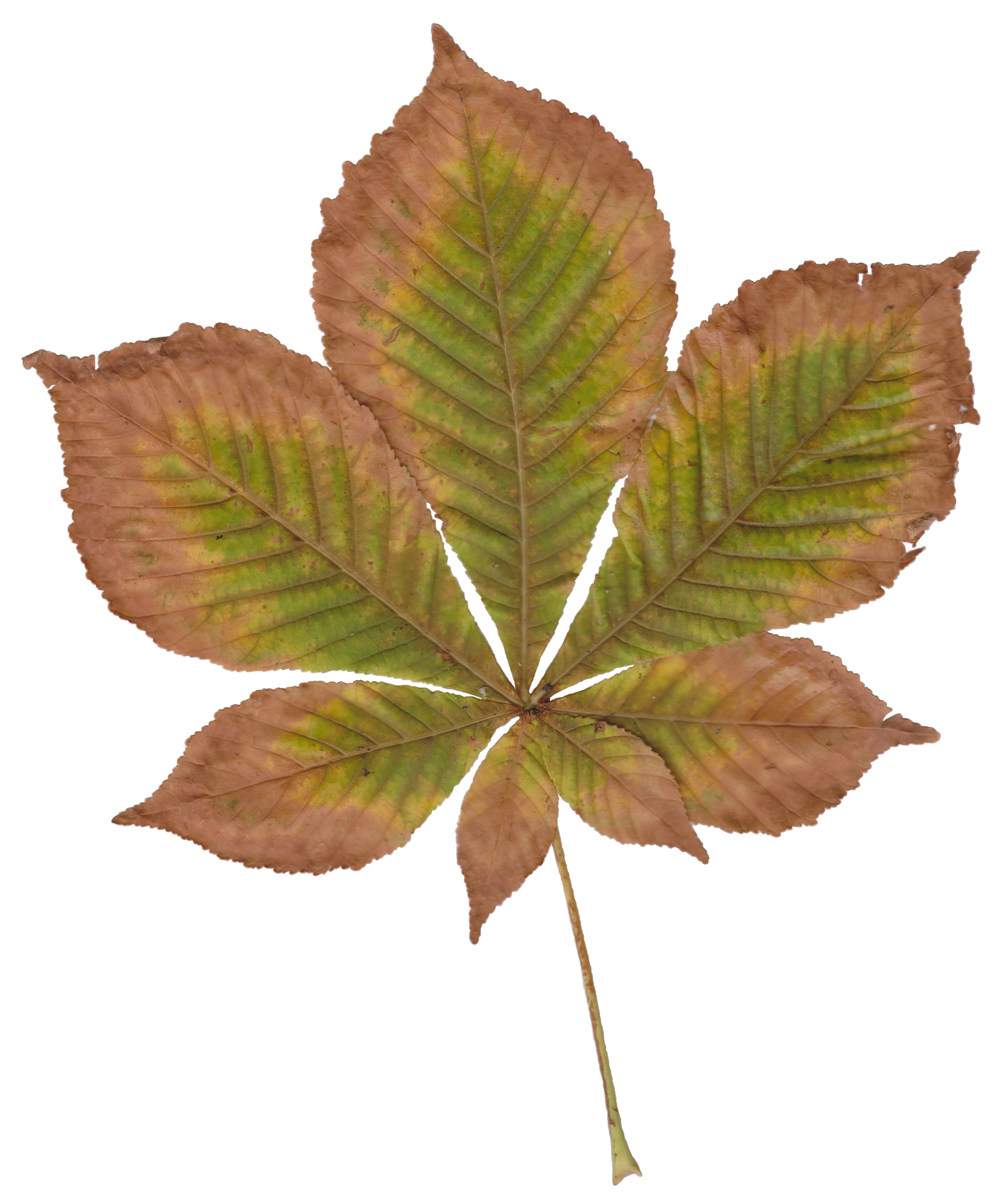
Handförmig zusammengesetztes Blatt der Rosskastanie
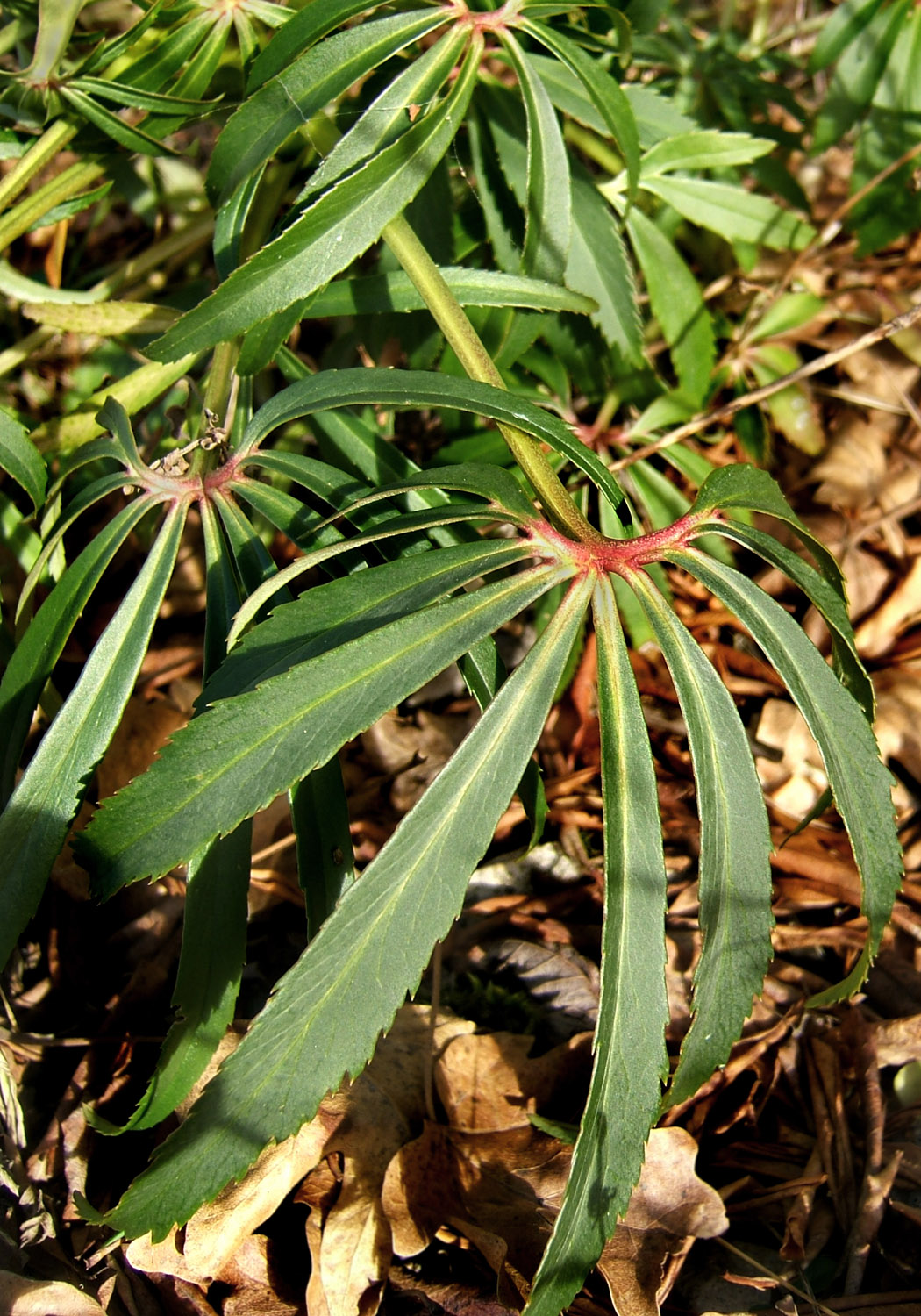
Fußförmig geschnittenes Blatt von Helleborus foetidus
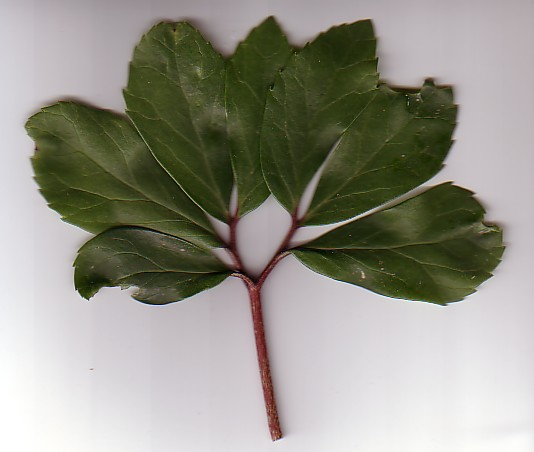
zusammengesetzt fußförmiges Blatt der Schneerose
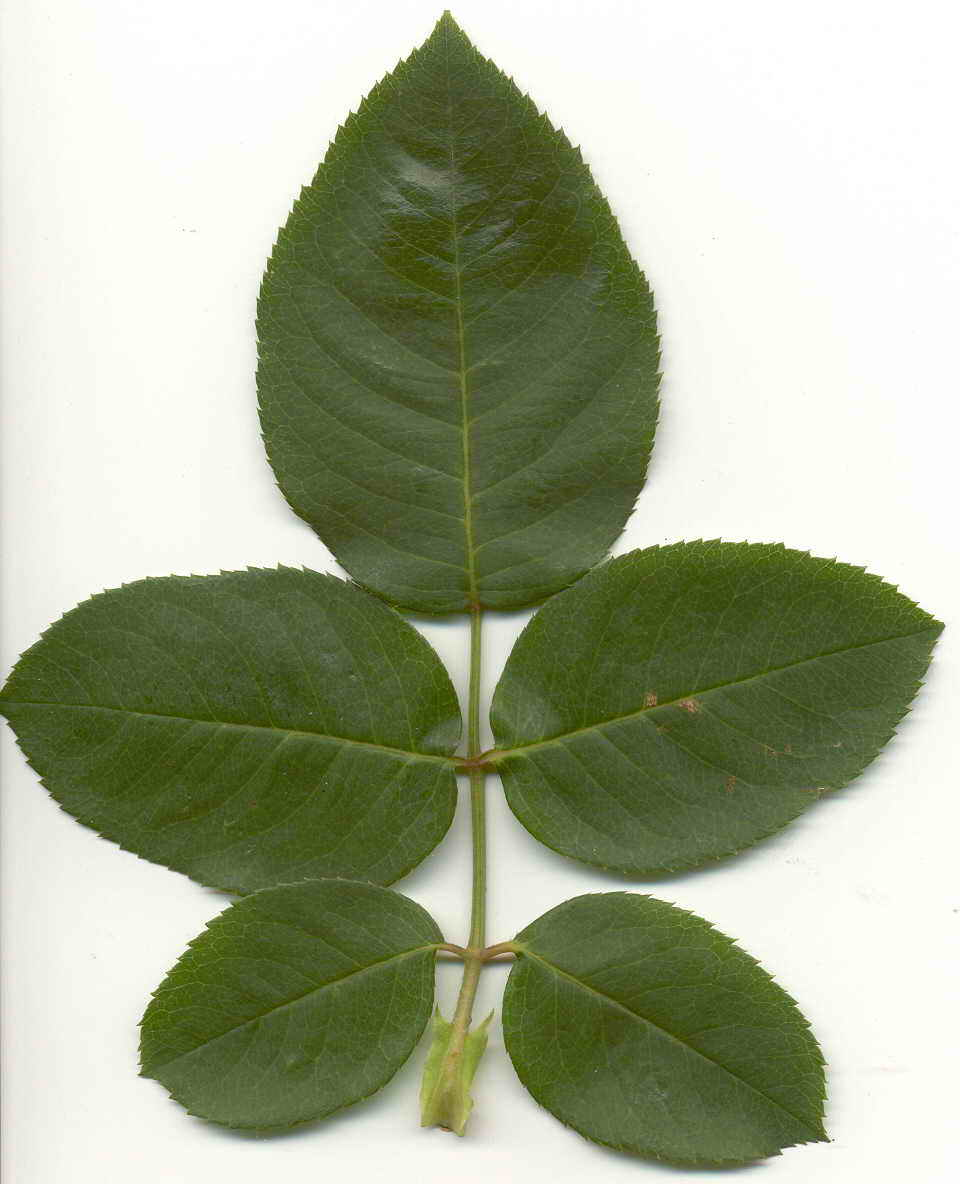
Unpaarig gefiedertes Blatt der Rose
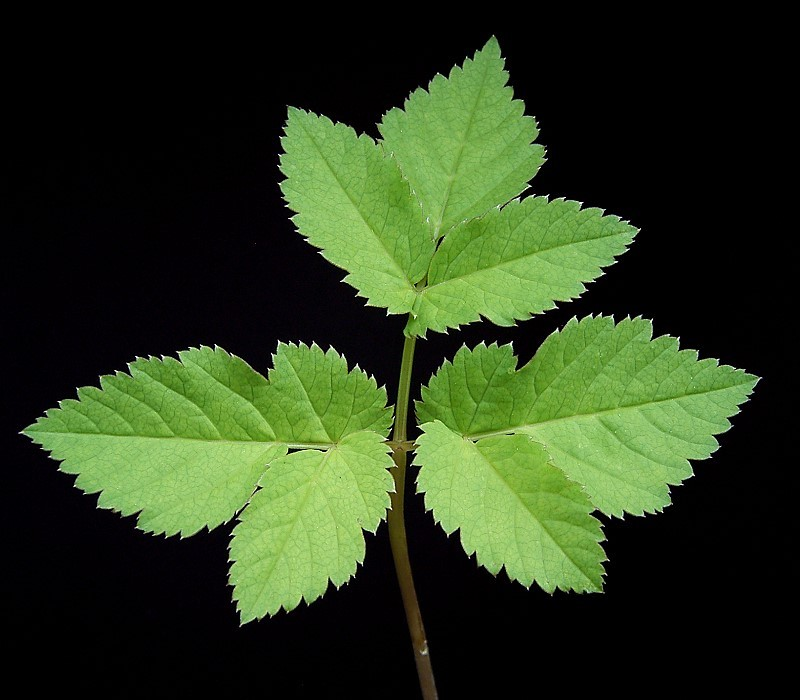
Doppelt dreizählig gefiedertes Blatt des Giersch mit spitziggesägten Blättchen

## Gliederung nach Gestalt der Spreite

Klassifikation von Blattformen nach William Bertram Turrill

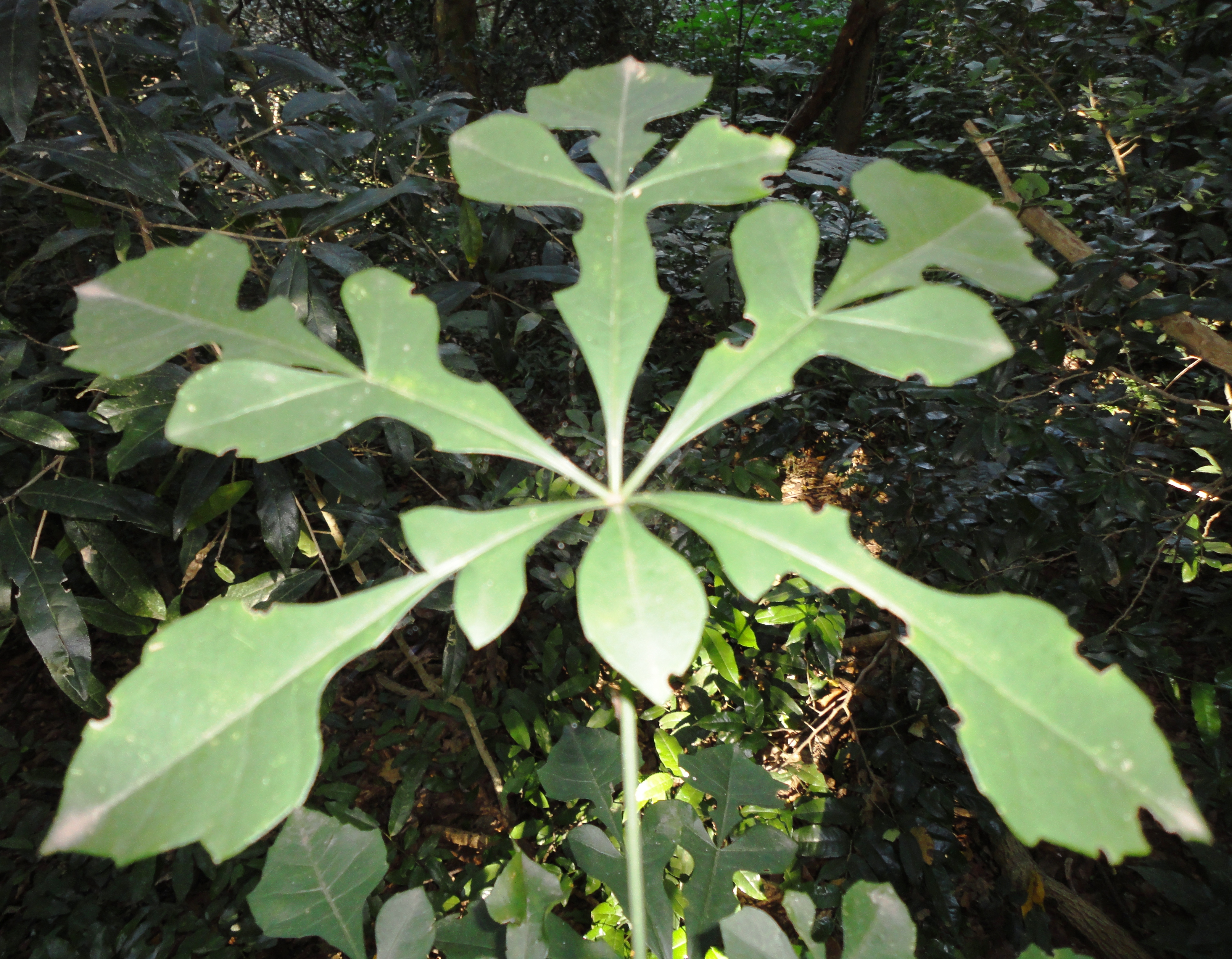
Cussonia nicholsonii Blätter

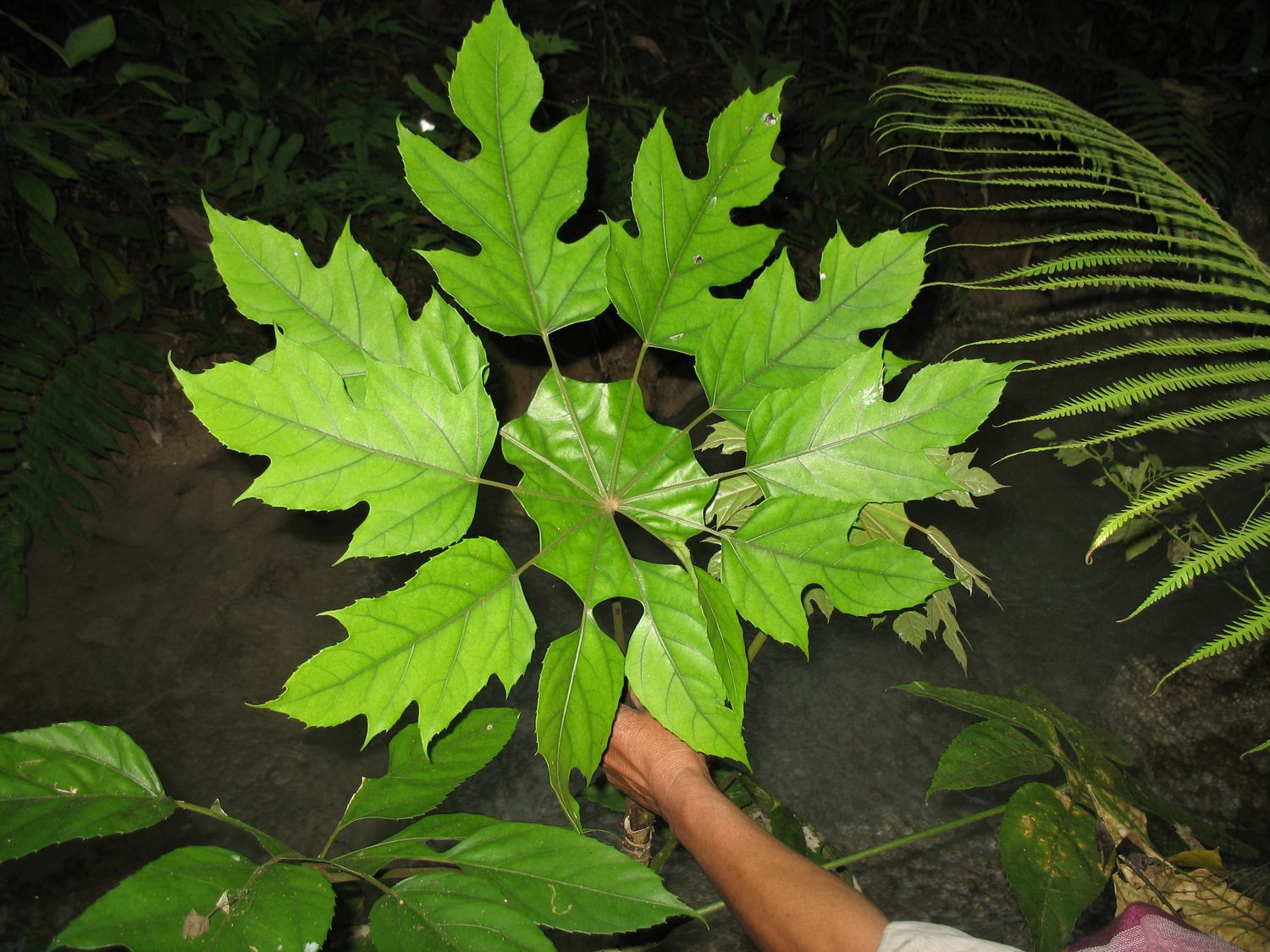
Blatt von Trevesia palmata

- Asymmetrisch, ungleich: Die Spreite ist beidseits der Mittelader in ungleich große Teile geteilt.
- Symmetrisch, gleichseitig: Die Spreite ist beidseits der Mittelader in zwei etwa gleich große Teile geteilt.

- Kreisrund (orbiculate): Die Spreite hat einen kreisförmigen Umriss.
- Halbkreisförmig (semicircular): Die Spreite hat einen halbkreisförmigen Umriss.
- Rundlich (suborbiculate): Die Spreite hat einen annähernd kreisförmigen Umriss und ist etwas (1- bis 1,5-mal) länger als breit.
- Elliptisch (oval[2]) (eirund; veraltet): Das Blatt ist 1,5 bis 2,5-mal, und so es schmalelliptisch (narrowly-elliptic) ist auch bis 3-mal so lang wie breit. Die breiteste Stelle ist in der Mitte.
- Querelliptisch (transverse-elliptic): Die Spreite ist 0,3- bis 0,7-mal so lang wie breit bzw. 1,5- bis 3-mal so breit wie lang. Die breiteste Stelle ist in der Mitte.
- Eiförmig (ovate) (eirund; veraltet): Die Spreite ist 1,5- bis 3-mal so lang wie breit. Die breiteste Stelle ist unterhalb der Mitte. Der Begriff ist weiter unterteilbar in breiteiförmig (broadly-obovate; 1,5- bis 2-mal so lang wie breit), eiförmig im engeren Sinne (2- bis 2,5-mal so lang wie breit) und schmaleiförmig (narrowly-ovate; 2,5- bis 3-mal so lang wie breit). Entsprechendes gilt für die anderen Begriffe mit gleichem Längen-/Breitenverhältnis.
- Verkehrteiförmig (obovate): wie eiförmig, aber die breiteste Stelle ist oberhalb der Mitte.
- Spatelförmig, spatelig (spatulate, unguiculate); (auch obpyriform): Die Spreite besitzt eine abgerundete Spitze, die größte Breite ist im Spitzendrittel. Die Spreite verschmälert sich zum Grund hin mit konkaven, dann geraden Rändern. Die Spreite unterteilt sich im Prinzip in Nagel und Platte, wie bei einigen Kronblättern.
- Eilanzettlich, eiförmig-lanzettlich (ovate-lanceolate): Die Spreite ist im Grenzbereich zwischen eiförmig und lanzettlich und (3- bis 8-mal) so lang wie breit. Die breiteste Stelle ist unterhalb der Mitte.
- Verkehrteilanzettlich (obovate-lanceolate); Verkehrtlanzettlich (oblanceolate): Die Spreite ist im Grenzbereich zwischen eiförmig und lanzettlich und (3- bis 8-mal) so lang wie breit. Die breiteste Stelle ist oberhalb der Mitte.
- Lanzettlich (lanceolate): Die Spreite ist (3- bis 8-mal) so lang wie breit. Die breiteste Stelle ist in der Mitte. Die Ränder sind bogig gekrümmt und verschmälern sich nach beiden Enden. In fremdsprachigen aber auch in manchen deutschsprachigen Werken wird für diese Blattform der Ausdruck „schmal elliptisch“ verwendet oder von „eilanzettlich“ nicht getrennt. Der Begriff ist weiter unterteilbar in breitlanzettlich (broadly-lanceolate) (3- bis 4-mal) so lang wie breit, lanzettlich im engeren Sinne (4- bis 5,5-mal so lang wie breit) und schmallanzettlich (narrowly-lanceolate) (5,5- bis 8-mal) so lang wie breit. Entsprechendes gilt für die anderen Begriffe mit gleichem Längen-/Breitenverhältnis.
- Länglich (oblong): Die Spreite ist (3- bis 8-mal) so lang wie breit. Sie besitzt mehr oder weniger parallele Blattränder mit abgerundeten Ecken.
- Lineallanzettlich (lineal-lanceolate): Die Spreite ist im Grenzbereich zwischen linealisch und lanzettlich und (7- bis 10-mal oder länger) so lang wie breit.
- Linealisch, grasartig, Grasblatt (lineal, linear): Die Spreite ist mindestens (6- bis) 8-mal länger als breit und besitzt parallele Blattränder mit oft langer Spitze.
- Bandförmig (flexuous): So bezeichnet man auf und ab gebogene Blätter von Wasserpflanzen mit weicher Beschaffenheit und linealischer, mit parallelen Rändern versehener, relativ breiter Gestalt und (12-mal oder mehr) so lang wie breit.[9]
- Nadelförmig (acicular, acerose): Die Spreite ist schmal, parallelrandig, starr, mit derber, oft stechender Spitze, nicht in Stiel und Spreite gegliedert.
- Pfriemlich (subulate): Die Spreite ist sehr schmal, dreieckig, über (6-mal) so lang wie breit, am Grund am breitesten, in eine feine Spitze verschmälert.
- Dreieckig, keilförmig (triangulate): Die Spreite ist (0,5- bis 6-mal) so lang wie breit und am Grund am breitesten und gegen die Spitze allmählich und geradlinig verschmälert.
- Deltaförmig (deltate): Die Spreite ist dreieckig und so lang wie breit, die Spitze ist am Apex. Wird auch als „deltoid“ bezeichnet, dies ist aber geometrisch unzutreffend.
- Verkehrtdeltaförmig (obdeltate): Die Spreite ist dreieckig und so lang wie breit, die Spitze ist am Blattgrund.
- Verkehrtdreieckig, keilförmig (cuneate, obtriangulate): Die Spreite ist (0,5- bis 6-mal) so lang wie breit und an der Spitze am breitesten und gegen den Grund allmählich und geradlinig oder konvex verschmälert.
- Rhombisch, rautenförmig (rhomboid): Die Spreite hat die Form eines auf der Spitze stehenden Vierecks. Sie ist (1- bis 3-mal) so lang wie breit und ungefähr in der Mitte am breitesten.
- Kellenförmig, drachenviereckig, deltoid (trullate): Wie rhombisch, die Spreite ist (1- bis 3-mal) so lang wie breit, aber unterhalb der Mitte am breitesten.
- Verkehrtkellenförmig, -drachenviereckig, -deltoid (obtrullate): Wie rhombisch, die Spreite ist (1- bis 3-mal) so lang wie breit, aber oberhalb der Mitte am breitesten.
- Herzförmig (cordate, cordiform): Die Spreite hat die Form eines Herzes und ist spitzig, zugespitzt, bespitzt bis abgerundet. Eine abgerundete Kerbung oder ein (tieferer) Einschnitt teilt die grundständige Hälfte in zwei breite, nach hinten weisende, abgerundete Lappen. Sie ist in der Bucht gestielt (eine Stielbucht) oder sitzt ungestielt an der Achse. Sie ist (1- bis 2-mal) so lang wie breit.
- Verkehrtherzförmig (obcordate): Die Spreite hat an der Spitze eine runde Ausrandung. Sie ist an der Herzspitze gestielt oder sitzt ungestielt an der Achse.
- Nierenförmig (reniform): Die Spreite ist querelliptisch bis rundlich und hat die Form einer Niere. Eine abgerundete Kerbung oder (tieferer) Einschnitt teilt die grundständige Hälfte in zwei breite, nach hinten weisende, abgerundete Lappen.
- Geigenförmig, eingeschnürt (panduriform, pandurate, fiddle-shaped): Die Spreite ist länglich oder elliptisch und hat in der Mitte oder darunter auf beiden Seiten eine bogenförmige Einschnürung. Der untere Teil ist breiter als der obere.
- Birnenförmig (pyriform); (auch obspatulate): Die Spreite besitzt einen abgerundete Grund, die größte Breite ist im Grunddrittel. Die Spreite verschmälert sich zur Spitze hin mit konkaven, dann konvexen Rändern.
- Schuppenförmig, dachziegelig (scale leaf, imbricate): kurz, breit und meist der Sprossachse anliegend. Zimmertanne (Araucaria heterophylla).
- Schildförmig (peltate): Der Blattstiel setzt an der Spreitenunterseite an, zentral oder exzentrisch.
- Sichelförmig (falcate): Die Spreite ist sichelförmig gebogen.
- Halbmondförmig (lunate, crescent-shaped); flügelförmig (aliform): Die Spreite ist halbmondförmig geformt, in der Form eines Deltaseglers, mit zwei langen, abgerundeten, dreieckigen Lappen (Flügeln), die zu einem größeren Dreieck verbunden sind. Christia vespertilionis, Passiflora biflora.
- Schwertförmig, Riemenförmig (ensiform) (lorate): Die Blattspreite ist seitlich stark flachgedrückt, mit scharfen Kanten und verjüngend zu einer (schlanken) Spitze; Klivie (Clivia miniata).
- Zungen-, bandförmig (ligulate): zungenblattförmig, gurtförmig, schmal mit parallelen Seiten, gerieft und wie abgebissen.
- Fächerförmig (flabellate): Mit fächerförmiger Spreite z. B. Ginkgo Blätter.
- Spießförmig (hastate, halberd-shaped): Die beiden spitzen, auch gerundeten Seitenlappen am Grund stehen recht- bis stumpfwinkelig (> 110°), auswärts ab.[10]
- Pfeilförmig (sagittate): Die beiden spitzen, auch gerundeten Seitenlappen am Grund weisen, spitz- bis stumpfwinklig (< 110°) nach hinten.[10]
- Halbpfeilförmig (semi-sagittate): Wie Pfeilförmig, aber mit nur einem nach hinten gerichteten Lappen. Knollen-Platterbse (Lathyrus tuberosus).
- Verdreht, gewunden, spiralig (twisted, curlead, spirally, turbinate, tortuous, helical, helicoidal): Die Spreite ist axial verdreht, gewunden; Albuca spiralis, Chrysothamnas viscidiflorus.
- Deformiert, verzerrt (distorted, contorted): Die Spreite ist verkrümmt, runzelig auch verdreht.

## Gliederung nach Spreitengrund
Der Spreitengrund (Basis) ist das (proximale) Spreitenende am Blattstiel.
- Schief, schräg, (ungleich)seitig (oblique, inequilateral): Der Blattgrund ist asymmetrisch, mit zwei ungleichen Hälften, z. B. Berg-Ulme (Ulmus glabra). Halbiert (dimidate); wenn eine Spreitenhälfte fast ganz fehlt.
- Gleichseitig (equilateral): Der Blattgrund ist symmetrisch, mit zwei gleiche Hälften.
- Gestutzt (truncate): Die (fast; subtruncate) geraden Spreitenränder treffen senkrecht auf die Mittelrippe.
- Gerundet (rotundate): Die konvex gebogenen Spreitenränder treffen senkrecht auf die Mittelrippe.[11]
- Verschmälert, auch herablaufend (attenuate): Die konkav gebogenen Spreitenränder treffen im spitzen Winkel (< 45°) auf die Mittelrippe.
- Zugespitzt (acuminate): Die konkaven Seitenränder treffen spitzwinklig (< 90°) auf die Mittelrippe und bilden eine langgezogene Spitze.
- Keilförmig, keilig (narrowly cuneate): Die geraden oder konvexen Spreitenränder treffen im spitzen Winkel (< 45°) auf die Mittelrippe.
- Spitz (acute, cuneate): Die geraden oder konvexen Seitenränder treffen spitzwinklig (45–90°) auf die Mittelrippe. Die Spitze ist spitzig.
- Rundspitzig (subobtuse, subacute): Die geraden oder konvexen Seitenränder treffen spitzwinklig (45–90°) auf die Mittelrippe. Die Spitze ist knapp abgerundet.
- Stumpf (obtuse): Die geraden oder konvexen Spreitenränder treffen stumpfwinklig (> 90°) auf die Mittelrippe. Die Spitze ist abgerundet oder leicht spitzig.
- Herzförmig (cordate, cordiform): Siehe unter Gestalt der Spreite.
- Nierenförmig (reniform): Siehe unter Gestalt der Spreite.
- Geöhrt, Lappenförmig (auriculate, lobate): wenn der Spreitengrund mit zwei kleinen runden, stumpfen Läppchen oder Anhängseln (Öhrchen) versehen ist z. B. Stieleiche (Quercus robur). Man kann hier noch zwischen der Größe der Läppchen unterscheiden klein, mittel und groß.
- Spießförmig (hastate, halberd-shaped): Die beiden spitzen, auch gerundeten Seitenlappen am Grund stehen recht- bis stumpfwinkelig (> 110°), auswärts ab;[10] Hibiscus laevis, Polygonum arifolium.
- Pfeilförmig (sagittate): Die beiden spitzen, auch gerundeten Seitenlappen am Grund weisen, spitz- bis stumpfwinklig (< 110°) nach hinten.[10]
- Atypisch, gelappt (divergent, lobate): Eine Basis mit kurzen, geradlinigen, stumpfwinklig (> 110°), nach außen gerichteten Spitzen, Lappen.
- Umgedreht, resupiniert (resupinate): Der Blattgrund ist (180°) verdreht; Inkalilien (Alstroemeria).
- Kapuzenförmig: (cucullate) (cymbiform): mit kappen-, kahnförmig-rinnigen bis eingerollten Blatträndern am Spreitengrund.
- Komplex: Der Spreitengrund wird durch mehrere, verschiedene Seitenkrümmungen gebildet, die Seitenränder treffen ohne Vertiefung an einem Punkt zusammen.[10]
- Abgesetzt, gegliedert (articulate): Der obere Bereich der Spreite ist artikuliert bzw. abgesetzt oder gegliedert.

## Gliederung nach Spreitenspitze
Die Spreitenspitze oder der Apex ist das der Sprossachse abgewandte (distale) Ende der Spreite.
- Gestutzt (truncate): Der Spreitenrand verläuft an der Spitze als (fast) gerade Querlinie und trifft im rechten Winkel auf die Mittelrippe.
- Abgerundet (rotundate, rounded): Der Spreitenrand ist an der Spitze konvex gebogen und trifft im rechten Winkel auf die Mittelrippe.
- Stumpf (obtuse): Die Spreitenränder bilden einen stumpfen Winkel (> 90°) zueinander. Die Spreitenränder sind zur Spitze hin gerade oder konvex. Die Spitze ist abgerundet oder leicht spitzig.
- Spitz (acute): Die Spreitenränder bilden einen spitzen Winkel (45–90°) zueinander. Die Spreitenränder sind zur Spitze hin gerade oder konvex. Die Spitze ist spitzig.
- Rundspitzig (subobtuse, subacute): Die geraden oder konvexen Seitenränder treffen spitzwinklig (45–90°) auf die Mittelrippe. Die Spitze ist knapp abgerundet.
- Zugespitzt (acuminate): Die Spreitenränder bilden einen spitzen Winkel (< 45°) zueinander. Die Spreitenränder sind zur Spitze hin konkav.
- Bespitzt (apiculate): Die abgerundete Spreitenspitze besitzt eine kleine, flexible, flächige, von der Spreite plötzlich abgesetzte Spitze (l/b > 3:1).
- Kurz-, Feinspitzig (kurzzahnig, höckerspitzig) (cuspidate): mit abgesetzter, kurzer, schmaler, eher steifen Spitze oder Höcker (kürzere Träufelspitzen).
- Geschwänzt (caudate): mit abgesetztem, langem, schwanzähnlichen Anhängsel an der Spitze (längere Träufelspitzen).
- Stachelspitzig (mucronate): mit kurzer, weicher bis harter, von der austretenden Mittelrippe gebildeten Endborste (l/b 1:1 bis 3:1).
- Feinstachelspitzig (mucronulate): mit sehr kurzer, weicher bis harter, von der austretenden Mittelrippe gebildeten Endborste (l/b ≤ 1:1).
- Grannenspitzig, begrannt (aristate): mit einer langen, geraden, steifen von der austretenden Mittelrippe gebildeten Endborste (l/b > 3:1). Die Granne kann bei den Spelzen der Gräser auch aus dem Rücken austreten.
- Dornspitzig (pungent): mit einem stechenden dornähnlichen Spitz.
- Kapuzenförmig (cucullate) (cymbiform): mit kappen-, kahnförmig-rinnigen bis eingerollten Blatträndern an der Spitze, z. B. Zweiblättriger Blaustern (Scilla bifolia).
- Löffelförmig (ladle-shaped): die Spitze der Lamina löffelförmig eingebogen mit einem schmalen, stielartigen unteren Bereich.
- Glashaarig: Mit einem sehr dünnen Glashaar; Tortula ruralis.
- Verschmälert (attenuate): Die konkav gebogenen Spreitenränder bilden in spitzen Winkel (< 45°) eine scharfe Spitze.
- Langausgezogen, nadelförmig oder pfriemlich (acicular, subulate): Allmählicher Übergang in die Spitze.
- Wickelförmig (cirrhose, cirrhous) (tendrillar): Mit einem dünnen, spiralförmigen, flexiblen Wickel; Ruhmeskrone (Gloriosa superba).
- Hakig (uncinate, circumflex): Mit einem Haken an der Spitze.
- Abgebissen (pre(a)morse, bitten): abrupt, unregelmäßig gestutzt, wie abgebissen, abgebrochen.
- Stachelig (aculeate, spiny, spinose, bristle-tipped): Mit kleinen, steifen Stacheln am Blattrand, auch an der Spitze, auch mit Haken (uncinate); Mahonia aquifolium, Berberis koreana, Stechpalmen (Ilex).
- Spaltig, Gekerbt, Gebuchtet, es kann auch ungleich (oblique) sein.
  - Zwei-, Dreilappig, -spitzig (bi-, trifid, bi-, tridentate): Mit zwei oder drei Lappen, Spitzen.
  - Gespalten (notched): Mit einem Spalt (1/4–1/2 l) an der Spitze, in runde oder geradlinige Lappen geteilt, Seitenränder konvex oder gerade.
  - Geteilt, gelappt (cleft, lobed): Mit einer Einbuchtung (1/4–1/2 l) an der Spitze, in runde oder geradlinige Lappen geteilt, Seitenränder konvex oder gerade.
  - Verkehrtherzförmig (obcordate): Mit einer kleinen (1/10–1/4 l), abgerundeten Einbuchtung an der Spitze, Seitenränder konvex oder gerade.
  - Ausgerandet (emarginate): Mit einer sehr kleinen (1/20–1/10 l), abgerundeten Einbuchtung an der Spitze, Seitenränder konvex oder gerade.
  - Eingebuchtet (retuse): Mit einer ganz kleinen (1/100 bis 1/20 l), abgerundeten Einbuchtung an der Spitze, Seitenränder konvex.
- Atypisch (divergent): Die beiden spitzen, auch gerundeten Seitenlappen am Apex stehen stumpfwinkelig, auswärts ab (bi,-trifid; auch mit Mittellappen); Passiflora citrina, Tulpenbaum (Liriodendron tulipifera).
- Aufgerollt (circinate): Die Spreitenspitze ist aufgerollt.
- Umgerollt, zurückgerollt (revolute): Die Spreitenspitze ist zur Unterseite hin eingerollt.
- Eingerollt (involute): Die Spreitenspitze ist zur Oberseite hin eingerollt.
- Umgebogen (recurved): Die Spreitenspitze ist zur Unterseite hin umgebogen.
- Eingebogen (incurved): Die Spreitenspitze ist zur Oberseite hin umgebogen.
- Komplex: Der Apexbereich wird durch mehrere, verschiedene Seitenkrümmungen gebildet, die Seitenränder treffen ohne Vertiefung an einem Punkt zusammen.[10]
- Mit einer Ranke (tendrillate): Die Spreitenspitze bildet eine Ranke aus; Gloriosa

## Gliederung nach Spreitenrand

1 gesägt, 2 doppelt gesägt, 3 gezähnt, 4 gefranst, 5 gekerbt, 6 gebuchtet, 7 geschweift, 8 bewimpert, 9 umgerollt, 10 eingerollt, 11 zusammengerollt, 12 gefaltet, 13 gekielt

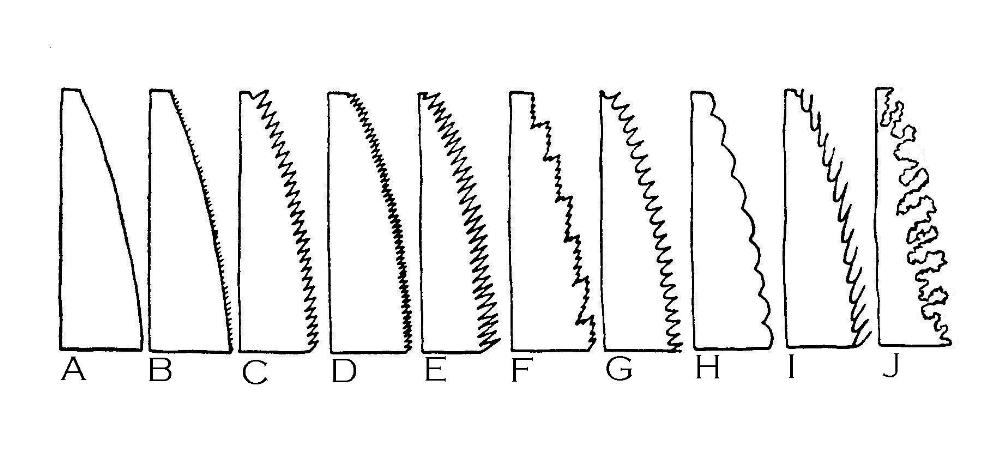
Blattrand:
A ganzrandig,
B bewimpert,
C–E gesägt,
F doppelt gesägt,
G gezähnt,
H gekerbt,
I stachelspitzig gezähnt,
J zerschlitzt

- Ganzrandig (entire): mit ungezähntem Rand, ohne Einschnitte.
- Gesägt (serrate): Zwischen den spitzen Vorsprüngen (Zähne) befinden sich spitze Einschnitte.
  - Doppelt gesägt (biserrate, doubly, double serrate): mit ihrerseits gesägten Sägezähnen. Mit regelmäßig oder unregelmäßig, abwechselnden größeren und kleinen Sägezähnen.[2]
  - Vorwärts gesägt (forward-pointing, forth-serrated, antrorse): Sägezähne weisen zur Spreitenspitze. Die englischen Bezeichnungen für gesägt (serrate) und gekerbt (crenate) sind immer vorwärts gemeint.
  - Abstehend, gerade gesägt (straight-serrated, saw-toothed) (in manchen, v. a. fremdsprachlichen Werken „gezähnt“; dentate genannt): Sägezähne stehen gerade ab.
  - Rückwärts gesägt (backward-pointing, back, retro-serrated, retrorse): Sägezähne weisen zum Spreitengrund.
  - Feingesägt (serrulate): mit kleinen Sägezähnen in gleichmäßigem Abstand.
  - Grobgesägt (coarsely serrated): mit großen Sägezähnen.
  - Entfernt gesägt (distantly, remotely-serrated): mit entfernt voneinander stehenden Sägezähnen.
- Gekerbt (crenate): Zwischen den abgerundeten Vorsprüngen (Kerbzähnen) liegen spitze Einschnitte.
- Feingekerbt (crenulate): mit kleinen Kerbzähnen.
- Rundgezahnt, stumpfgezahnt, kreneliert (scalloped, broad-crenate): Mit breiten, runden Zähnen, Läppchen; Gundermann (Glechoma hederacea), Echte Betonie (Betonica officinalis), Schwedischer Efeu (Plectranthus verticillatus).
- Grobgekerbt (cleft, notched): mit tieferen Kerbzähnen.
- Gezähnt (dentate): zwischen den gerade abstehenden, spitzigen oder leicht abgestumpften Zähnen liegen abgerundete oder gerade Einschnitte; mit gleichen Unterteilungen wie gesägt.
- Spitziggezähnt, -gesägt (spinose-dentate, -serrate): mit kleinen Spitzen auf den Zähnen.
- Grannenspitzig, begrannt (aristate): mit einer langen, geraden, steifen von den Zähne gebildeten Endborste (l/b > 3:1), z. B. Scharlach-Eiche, Kalifornische Schwarzeiche
- Gezähnelt (denticulate): mit sehr kleinen Zähnchen.
- Geschweift, seichtbuchtig (distantly shallowly-sinuate, dentately): Flache, runde oder spitze Vorsprünge wechseln mit weitbogigen Einschnitten ab, z. B. Brachyglottis repanda.
- Gefranst, fransig (fimbriate, fringed): Die Spreitenränder sind fransig, mit (un)regelmäßig, langen, schmalen fädlichen Spitzen.
- Fadentragend (filiferous): Die Spreite hat lange, abstehende Fäden wie bei der Kalifornischen Washingtonpalme (Washingtonia filifera) oder der Agave filifera.
- Gewimpert (ciliate): mit abstehenden Haaren am Blattrand.
- Feingewimpert (ciliolate): mit ganz feinen abstehenden Härchen am Blattrand.
- Vor-, rückwärts-rau (ciliate, ciliolate, antrorse, retrorse bristly, prickly, scabrous): mit winzigen, steifen (hackigen) Härchen besetzt, daher beim Vor- und Rückwärtswärtsstreichen sich rau anfühlend. Sumpf-Labkraut (Galium palustre), Kletten-Labkraut (Galium aparine)
- Abgebissen (pre(a)morse, bitten): abrupt, unregelmäßig gestutzt, wie abgebissen, abgebrochen.
- Wellig, gewellt (undulate, corrugated): mit dreidimensionalen Wellen, im Gegensatz dazu; flache, zweidimensionale Wellen werden als „gebuchtet“ (sinuate  oder repand) bezeichnet. Rotbuche (Fagus sylvatica)
- Gebuchtet, buchtiggezähnt (sinuate): gewellte Ränder, sinuskurvenförmig, mit flachen, gerundeten Zähnen und Buchten.
- Ausgeschweift, feingewellt (repand): mit kleineren, flachen Wellen; Berchemia scandens.
- Kraus, gekräuselt (crispate): stark und unregelmäßig gewellt; Petersilie.
- Knorpelrandig (cartilaginous): mit verdicktem, meist bleichem Rand; Aurikel (Primula auricula).
- Genagt (erose): Die Seiten sind fein, unregelmäßig gezackt, gekerbt, wie abgenagt, abgebrochen.
- Stachelig (aculeate, spiny, spinose, bristle-tipped, spinescent): mit kleinen, steifen Stacheln am Blattrand, auch mit Haken (uncinate).
- Gerafft, gefältelt (rüschig) (ruffled, frilly): Die Spreitenränder sind zusammengerafft, -gefältelt.
- Eingeschnitten (incised): Mit tiefen, scharfen, unregelmäßigen Zacken.
- Zerschlitzt, zerrissen (laciniate, lacerate): unregelmäßig fiederförmig mit unregelmäßigen und schmalen Abschnitten.
- Kammförmig (pectinate): regelmäßig fiederförmig mit dicht stehenden, gleich langen, sehr schmalen Abschnitten.
- Haarspitzig (hirsute, hispid): mit einem Haar (Trichom) an den Spitzen der Zähne.
- Drüsenspitzig (glandular): mit Drüsen besetzten Zähnen; Ceanothus tomentosus.

## Gliederung nach Spreitenquerschnitt
- Gerade (plane): Der Querschnitt ist annähernd gerade.
- Umgerollt, zurückgerollt (revolute): Der Spreitenrand ist zur Unterseite hin eingerollt.
- Eingerollt (involute): Der Spreitenrand ist zur Oberseite hin eingerollt.
- Umgebogen (recurved): Der Spreitenrand ist zur Unterseite hin umgebogen.
- Eingebogen (incurved): Der Spreitenrand ist zur Oberseite hin umgebogen.
- Gerollt (convolute): Die Spreite ist vollständig längs gerollt.

- Hochgebogen (bend-, tipped up,): Die Spreitenränder sind etwa gerade hochgebogen.
- Muschelförmig, löffelförmig (conchiform) (spoon-shaped, cochlear): Die Spreitenhälften sind hochgebogen, so dass sich eine Schale oder Löffel ergibt.
- Zerknautscht, knittrig (crumpled, crinkled): Das Blatt ist zerknautscht, knittrig; Gartensalat (Lactuca sativa), Gemüsekohl (Brassica oleracea).
- Kuppenförmig, abaxial konkav (cupuliform, cup-shape, saddle-shape): Die Spreite ist zur Oberseite hin konvex gebogen.
- Eingefaltet, gefalzt (conduplicate): Längs der Mittelrippe nach oben geklappt. Der Querschnitt ist deutlich V-förmig.
- Gefaltet (plicate, pleated)(induplicate, reduplicate): Die einzelnen Blättchen oder Blätter sind parallel gefaltet, wie z. B. ein Fächer – Palmblätter oder längs wie beim Weißen Germer (Veratrum album) und bei Wachendorfia thyrsiflora.
- Rinnenförmig, rinnig (channelled, canaliculate; keeled, carinate): Der Querschnitt ist U- bis V-förmig.
- Gekielt (carinat): Die Spreite besitzt auf der Unterseite eine kantige Längsleiste, die meist aus der verdickten Mittelrippe besteht. Bei Grasspelzen genügt ein gewinkelter Rücken.
- Rohrförmig, röhrig (fistulose, tubular); Der Querschnitt ist rohrförmig, innen meist hohl. Röhrige Affodill (Asphodelus fistulosus), Schnittlauch (Allium schoenoprasum)
- Kahnförmig, bootförmig, wannenförmig, abaxial konvex (cymbiform): Gekielt mit nach oben gewölbten Seitenhälften, im Querschnitt U- bis V-förmig, mit zusammengezogener Spitze.
- Wellig, längsfaltig (undulate/repand): Mit einem welligen Querschnitt.
- Übergerollt (supervolute): Die eine Blattseite umrollt ein anderes, zusammengerolltes Blatt, die andere Blattseite rollt sich darüber, wenn sie oberhalb des Bodenniveaus erscheinen; Glanthus elwesii.
- Hängend (dropped, flaccid): Wenn z. B. bei schildförmigen Blättern die Lamina zu allen Seiten herabhängt.

## Riefung
Wenn im Querschnitt der Blattspreite deutliche Täler (Rillen, Furchen) und Berge (Rippen) zu erkennen sind, bezeichnet man die Spreite als gerieft (striation). Im Allgemeinen ist die Riefung gleichmäßig.
- glatt bzw. beinahe glatt (smooth, plane) z. B. Briza media.
- glatt mit Doppelrille (Skispur-, Schienenblatt)(smooth with tramline) in der Mitte z. B. die meisten Arten der Gattungen Poa, Wiesenhafer (Helictotrichon), Schwaden (Glyceria).
- schwach bzw. flach gerieft (slightly striated): Rippen breiter als hoch
- deutlich gerieft (clearly striated): Rippen etwa gleich breit wie hoch z. B. die meisten Arten der Gattung Agrostis.
- sehr stark gerieft (extremely striated): Rippen höher als breit z. B. Deschampsia cespitosa, Festuca rubra.
- einen längs verlaufenden, hellen bis weißlichen Mittelstreifen (white central strip); Hühnerhirse (Echinochloa crus-galli) oder Haarästige Rispenhirse (Panicum capillare).
- Unregelmäßig gerieft (unequal striated): Die Rippen sind ganz unterschiedlich breit.

## Oberflächenbeschaffenheit
- Riefen (striate): siehe oben
- Löchrig (fenestrate, perforated): kleine Löcher sind in der Blattspreite köstliches Fensterblatt (Monstera deliciosa).
- Gepunktet, getüpfelt, punktiert (punctate): mit winzigen Punkten oder kleinen Dellen, Löchern.
- Papillös (papillose): mit kleinen warzenähnlichen Erhebungen.
- Warzig, verrukös (tuberculate, verrucose): mit Warzen, Knötchen bedeckt.
- Schwielig; mit einer knotigen, knorpelig-harten, meist nichtgrünen Vorwölbung
- Runzelig (rugose, wrinkled): netzartig, irregulär knitterig.
- Blasig (bullate): mit kleinen Blasen.
- Kopfsteinartig (cobblestone, torose, knobbed, knopped, tortoise):
- Gekaut (ruminate, chewed): grob uneben, sehr stark knittrig, wie gekaut.
- Querwellen, hügelig (cross bumps, bumpily): Mit hügeligen Erhebungen auf der Blattoberseite Poa annua oder Dactylis glomerata.
- Bereift: mit abwischbarem, hellem Wachsüberzug (Reif) bedeckt (Kohlblätter)
- Bestäubt (bemehlt): wie mit Mehl überstäubt (Gänsefuß)
- Schülferig, schildrig:  kleine, schildförmige, zur Haarbekleidung gehörende nicht oder auch leicht abwisch-, -lösbare, an den Ästen verwachsene Sternhaare (häutige Platte, Lepides), oder punktförmige Schüppchen
- Bärtig: mit begrenzten Haarfeldern oder Fransenreihen auf sonst kahlen Organen
- Achselbärtig: mit Haarbüscheln („Milbenhäuschen“) in den Verzweigungswinkeln der Nerven auf der Unterseite fiedernerviger Blätter (Linde)
- Glatt: ohne Rauhigkeit und ohne Unebenheiten
- Nackt, Kahl:  d. h. ohne Haare, Drüsen, Stacheln, Dornen, Reif, Bemehlung, Rauhigkeit
- Bei Behaarung der Blätter sind viele Formen möglich – siehe unter Trichom

## Gliederung nach Biegung
- (recurved): Mit einer auswärts nach unten gebogenen Spitze.
- (cernuous): Mit einer auswärts abnickenden Spitze.
- (squarrose): Mit einer rechtwinkligen, abwärts, auswärts Biegung der Spitzen.
- (incurved): Mit einer kurvig nach oben gebogenen Spitze.
- (flexuous): Band-, wellenförmig gebogen.

## Gliederung nach dreidimensionaler Form des Blattes
Laubblätter sind nicht immer flächig gestaltet, sondern können in vielen Formen auftreten.
- Kugelig (globose): kugelförmig.
- Eiförmig (ovoid): ähnlich einem Ei, d. h. unten breiter als oben.
- Birnenförmig (pyriform, auch piriform): gegen den Grund (Stiel) zu stark verschmälert.
- Ellipsoidal (ellipsoid, spheroid) (oblate, prolate): eine dreidimensionale Ellipse.
- Walzlich, zylindrisch, drehrund (terete): mit rundem, gleichbleibendem Querschnitt.
- Röhrig (fistulose, tubular): schmal zylindrisch und hohl.
- Spindelförmig (fusiform): gegen beide Enden zu verschmälert Austrocylindropuntia subulata.
- Borstenförmig, borstlich (setiform): mindestens (20-mal) so lang wie breit, gleich dick und steif, mit einem Durchmesser von (0,8 bis 1,5 mm). Im Querschnitt zylindrisch oder mit Rinne. Borstgras (Nardus stricta)
- Fadenförmig, fädlich (filiform): wie oben, aber nicht steif, mit einem Durchmesser von (0,5 bis 0,8 mm).
- Haarförmig (filamentous): wie oben, aber nicht steif, mit einem Durchmesser von unter (0,5 mm).
- Binsenförmig, binsenartig (junciform): lang, schmal und stielrund, ohne Rinne.

## Gliederung nach Fläche der Spreite
Nach Christen Raunkiær, Webb:
- leptophyll: < 25 mm2
- nanophyll: 25–225 mm2; l = < 2,5 cm
- microphyll: 225–2.025 mm2; l = 2,5–7,5 cm
- notophyll: 2.025–4.500 mm2; l = 7,5–12,5 cm
- mesophyll: 4.500–18.225 mm2; l = 12,5–25 cm
- macrophyll: 18.225–164.025 mm2; l = > 25 cm
- megaphyll: >164.025 mm2

Es werden von anderen Autoren auch etwas abweichenden Masse und Subklassen angegeben.

## Sonstige Merkmale
- Als Domatien werden in der Botanik Pflanzenteile (z. B. ein Hohlraum, ein Haarbüschel) bezeichnet, die Tieren, meist Insekten, Wohnraum bieten.
- Als Blatthäutchen (Ligula) bezeichnet man bei Pflanzen mit Blattscheiden ein Anhängsel an der Übergangsstelle von Scheide und Spreitenoberseite.
- Blattnarben entstehen auf den Trieben von ausdauernden Pflanzen nach dem Abfall der Blätter.
- Hydathoden oder Wasserspalten sind wasserabscheidende Drüsen, die häufig an Blattspitzen, an Zähnchen des Blattrandes oder am Ende großer Blattadern liegen.
- Phyllodien sind blattartig verbreiterte Blattstiele, welche die Assimilationsfunktion der Blattspreite übernehmen, während letztere rückgebildet ist.
- Pulvinus sind verdickte Stellen (Blattgelenke) in den Stielen oder an der Basis der Fiedern von Pflanzenblättern.
- Panaschiert (variegated): Die Spreite ist mit weißer (farbiger) Musterung, Flecken, Streifen versehen.

### Konsistenz
Unter „Konsistenz“ versteht man die Art und Weise, wie sich ein Blatt beim Anfassen und Bewegen anfühlt. Man unterscheidet zwischen:
- Unauffällig (inconspicuous)
- Schlaff, weich (limp, soft): wenn man leicht gegen die Spitze der Spreite drückt, knickt sie wenige Millimeter unterhalb der Spitze ab z. B. Poa pratensis, Milium effusum.
- Extrem weich (very soft):
- Steif und derb (stiff and firm): wenn man leicht gegen die Spitze der Spreite drückt, knickt sie erst ca. zwei Zentimeter unterhalb der Spitze ab z. B. Sesleria caerulea, Calamagrostis epigejos, Phragmites australis.
- Lederig (leathery):
- Wie Leder (coriaceous), leicht brüchig (like leather, slightly breakable):
- Papieriger Klang:
- Metallischer Klang:
- Sehr fibrös (very fibrous): Palmblätter
- Sukkulent, saftreich:
- Krautartig (herbaceous): schwache, wässerige Struktur

Es kann auch unterschieden werden in weichblättrige, -laubige (Meso- und Malakophyllie; weich, meist stark behaart) und lorbeerblätrige; Laurophyllie, mit immergrünen, dunkelgrünen, mittelgroßen, derben, kräftigen, (dünnen), ledrigen und länglichen Blättern, weil sie glänzend sind, werden sie auch als lucidophyll bezeichnet sowie leder-, hartblättrige, hartlaubige (Sklorphyllie; klein, steif, ledrig und langlebig).

### Griff
Unter „Griff“ versteht man die Art und Weise, wie sich ein Blatt beim Anfassen und Darüberstreichen anfühlt. Man unterscheidet zwischen:
- Unauffällig (inconspicuous)
- Glatt (glabous subglabrous):
- Fettig-seifig (oleaginous-soapy) z. B. Briza media
- Rau, aufwärts rau bzw. abwärts rau (rough, scabrid) z. B. Deschampsia cespitosa.
- Seidig (silky): mit seidigen Trichomen
- Klebrig (viscid, glutinous): mit klebriger Oberfläche
- Sandig (scabrous, scaberulous):
- Borstig (bristly, hirsute):
- Schuppig (lepidote):
- Stachelig (muricate, prickly):
- Gepunktet, getüpfelt, punktiert (punctate): mit winzigen Punkten oder kleinen Dellen, Löchern.
- Papillös (papillose): mit kleinen warzenähnlichen Erhebungen.
- Warzig, verrukös (tuberculate, verrucose): mit Warzen, Knötchen bedeckt.
- Blasig (bullate):
- Runzlig (rugose):
- Kopfsteinartig (cobblestone, torose, knobbed, tortoise):
- Geriffelt (striate):
- Mehlig, schorfig (farinaceous, scurfy): bedeckt mit mehlartigem Pulver oder kleinen Partikeln.
- Behaart (pubescent):
- Schleimig (slimy, mucous):

## Blattanatomietyp
Bei der Einschätzung der Blattanatomie und generell des Wasser- und Gaswechsels werden neben der Blattstruktur wie Stomata pro Fläche, Leitbündel pro Fläche, Art der Kutikula, Behaarungen usw. auch Merkmale der Wurzel mit berücksichtigt. Mögliche Zustände oder Ausformungen:
- hydromorph – grüne Organe sind an Gasaustausch im Wasser angepasst.
- blattsukkulent – mit Wasserspeichern in den Blättern sowie dicker Epidermis und Kutikula.
- helomorph – mit lufterfüllten Räumen in der Wurzelrinde durch die der Gasaustausch verbessert wird; eine Anpassung an Sauerstoffmangel im Sumpfboden. Blätter mit vielen Stomata und Leitbündeln pro Fläche.
- mesomorph – ohne Besonderheiten, zwischen skleromorph, xeromorph und hygromorph stehend.
- skleromorph, xeromorph – versteift, derb-ledrig, wachsig und saftarm, meist klein, sowie mit dicklicher Epidermis und Kutikula, aber auch mit Einrichtungen zur Förderung der Wassernachlieferung bei guter Wasserversorgung.
- hygromorph – zart gebaut, großflächig, dünn, saftreich und reich an Interzellularräumen. Blätter der Schatten- und Halbschattenpflanzen, bei Bäumen mit hohem Wasserbedarf und ausgeprägter Transpiration. Diese Arten sind an relativ hohe Luftfeuchtigkeit gebunden, feuchte bis nasse Standorte. Die Kutikula und die Epidermis sind schwach entwickelt, helomorelt und dünn. Ebenso ist die Zahl der Spaltöffnungen sehr klein.

## Blattausdauer
- vorsommergrün, frühjahrsgrün (spring green) (summer-deciduous)
- sommergrün (summer green) (winter-deciduous)
- überwinternd grün (overwintering green), (herbst-frühjahrsgrün oder -frühsommergrün) (summer-deciduous); (wintergrün)
- teil-, semi-, halbimmergrüne (semi-evergreen, semi-deciduous)
- regengrün (drought-deciduous)
- immergrün (persistent green, evergreen) (wintergrün); überwinternd-immergrün oder ganzjahres-immergrün (kurzzeitig entlaubt, teilimmergrün, brevideciduous) und dauer-immergrün, dauergrün

## Lichtlage
Es gibt auch eine Einteilung der Blattstellungen zum Licht, die Lichtlage; Blattheliotropismus, Plagiophototropismus, sie richten sich in einem Winkel zur Lichtrichtung aus.
- aphototrop, apophotometrisch; werden vom Licht nicht beeinflusst.
- dysphototrop; Ausrichtung der Ebene der Lamina nicht-senkrecht aber anders auf einfallendes Licht.
- spirophototrop; spiralige Ausrichtung der Blätter, dass die größte Lichtfülle auf die Sprossachse gerichtet ist.
- diaphototrop, transversalphototrop; Ausrichtung der Ebene der Lamina senkrecht auf einfallendes Licht, mit Drehung am Blattgrund.
- euphototrop, euphotometrisch, transversalphototrop; Ausrichtung der Ebene der Lamina senkrecht auf einfallendes Licht, selbständige Drehung am Blattstiel.
- paraphototrope, panphotometrisch; Ausrichtung der Ebene der Lamina parallel auf einfallendes Licht. Blätter, die sich so stellen, um das Maximum des diffusen Lichtes zu erhalten.
- photokinetisch; mit lichtreizbaren Blättern

Die Blätter der Lichtpflanzen sind in der Regel dicker, kleiner und in spitzeren, steileren Winkel ausgerichtet als die horizontalen, dünneren, größeren der Schattenpflanzen. Dies sorgt auch dafür, dass die anderen, weiter unten wachsenden genug Licht bekommen. Die Photosyntheskapazität ist auch höher als bei den Schattenpflanzen.